# Neiva
Neiva es un municipio colombiano, capital del departamento de Huila. Situado entre la cordillera Central y Oriental, en una planicie sobre la margen oriental del río Magdalena, en el valle del mismo nombre, cruzada por los ríos Las Ceibas y del Oro. Su extensión territorial de 1533 km², su altura de 442 metros sobre el nivel del mar y su temperatura promedio de 27.7 °C.
Su área metropolitana no constituida posee una economía muy dinámica basada en el ecoturismo, gastronomía, industria y comercio. Es una de las conurbaciones colombianas aún no oficiales, pero existentes de facto en el norte del departamento de Huila. Sus municipios satélites son Rivera, Palermo, Tello, Baraya, Aipe, Villavieja y Campoalegre. Tiene 525.432 habitantes. 
Como capital del departamento, Neiva alberga las sedes de la Gobernación de Huila, la Asamblea Departamental, el Tribunal Administrativo de Huila, la Fiscalía General, la Contraloría Departamental, la Procuraduría Regional, la Dirección de Impuestos y Aduanas Nacionales, la Corporación Autónoma Regional del Alto Magdalena y otras instituciones y organismos del Estado, así como a nivel educativo superior. De igual modo, cuenta con la presencia de entidades como la Caja de Compensación Familiar de Huila, la Cámara de Comercio; además, es la sede de empresas oficiales, como las departamentales Electrohuila y las municipales Empresas Públicas de Neiva. Es sede episcopal de la diócesis de Neiva.
Neiva, Vida y Paz es su marca internacional. Es reconocida como "La Capital Bambuquera de América" y "La Capital del Río Magdalena".

## Historia

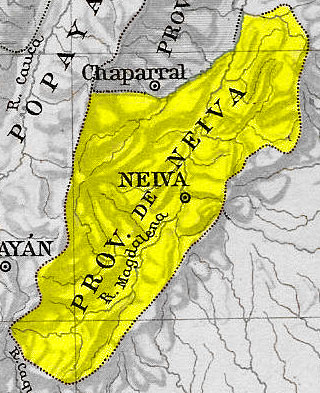
Provincia de Neiva.

Existen numerosas hipótesis sobre el origen del nombre de la ciudad. La mayoría afirma que le fue dado por Sebastián de Belalcázar, quien le encontró semejanzas con el valle de Neiba en la actual República Dominicana. Otros dicen que el vocablo tiene un origen universal, dado que Neva es un río de Rusia occidental, una aldea alpina del Piamonte en Italia, un río en Portugal o una palabra quechua -neyba- que significa decir culebra.
En el año de 1539 el capitán Juan de Cabrera, fundó por primera vez la ciudad en el sitio que hoy se conoce con el nombre de las Tapias, en Otás, Campoalegre, sobre la orilla derecha del río Neiva, en dominio de los indios tamas. La antigua fundación duró poco y hacia 1550 Juan de Alonso y Arias, la trasladó al sitio que hoy ocupa Villavieja, donde fue destruida por las tribus pijaos en 1560. La tercera fundación la realizó el 24 de mayo de 1612, en el sitio que hoy ocupa, Diego de Ospina y Medinilla, como la capital de la provincia de Páez, que en 1610 se había separado de la gobernación de Popayán y tenía por capital a la ciudad de San Sebastián de La Plata.

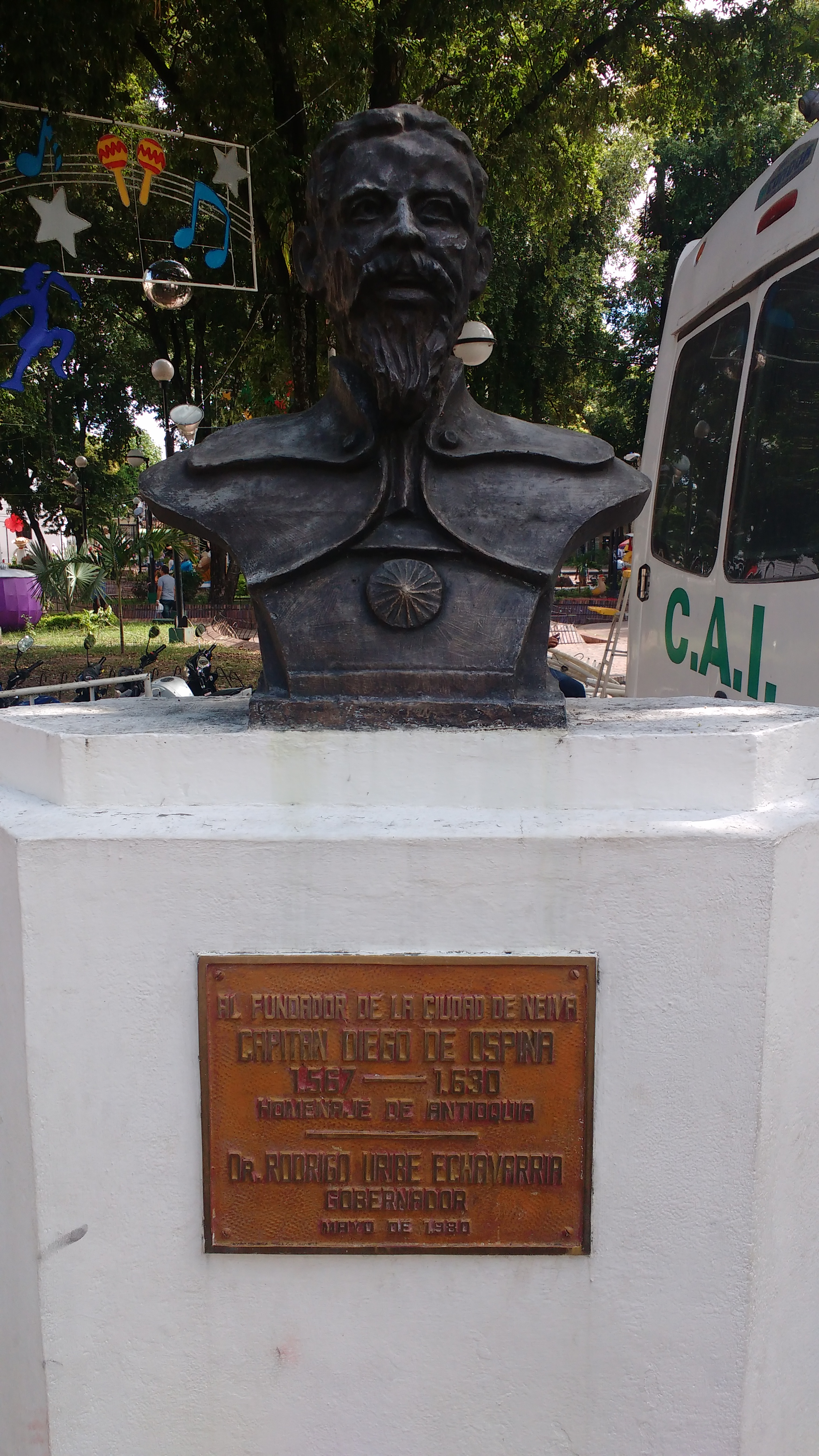
Busto de Diego de Ospina y Medinilla - Fundador de Neiva.

La nueva Provincia de Neiva se formó luego con la unión de cuatro cabildos con la ciudad como capital, la Plata, Timaná, y Purificación, y declaró solemnemente su independencia según acta redactada y firmada por José Rafael de Cabrera y Cuellar el 8 de febrero de 1814. En 1905 se creó el departamento del Huila y desde entonces la ciudad inició un notorio proceso de desarrollo, hasta llegar al punto en que actualmente se encuentra. Su crecimiento urbano fue muy lento con un núcleo inicial de solo 6 hectáreas comprendida alrededor de la plaza mayor.
A fines del siglo XVII contaba con 33 hectáreas desarrollas sobre la margen derecha del Río Magdalena, a fines de siglo XVIII su área alcanzó 45 Hectáreas y al finalizar el siglo XIX llegó a 85 hectáreas, Con tendencias de crecimiento hacia el norte y hacia el sur. En 1912 tenía 122 Hectáreas, en 1930 187 Hectáreas, sin contar las 60 Hectáreas que ya ocupaba el aeropuerto, en 1942 se contaban ya con 230 Hectáreas. Con tendencia de crecimiento hacia el este, en 1947 eran la 332 Hectáreas, en 1960 sumaba su casco urbano 503 Hectáreas, en 1967 tenía 790 Hectáreas, en 1985 su área desarrollada era de 1794 Hectáreas y actualmente su mancha urbana ocupa aproximadamente 2380 Hectáreas que representan el 52% del área ubicada dentro del perímetro urbano. Este análisis de crecimiento demuestra su formidable impulso desde el año de 1960, el cual se ha realizado principalmente de una manera espontánea, especialmente hacia el oriente y el norte.

## Elementos identitarios

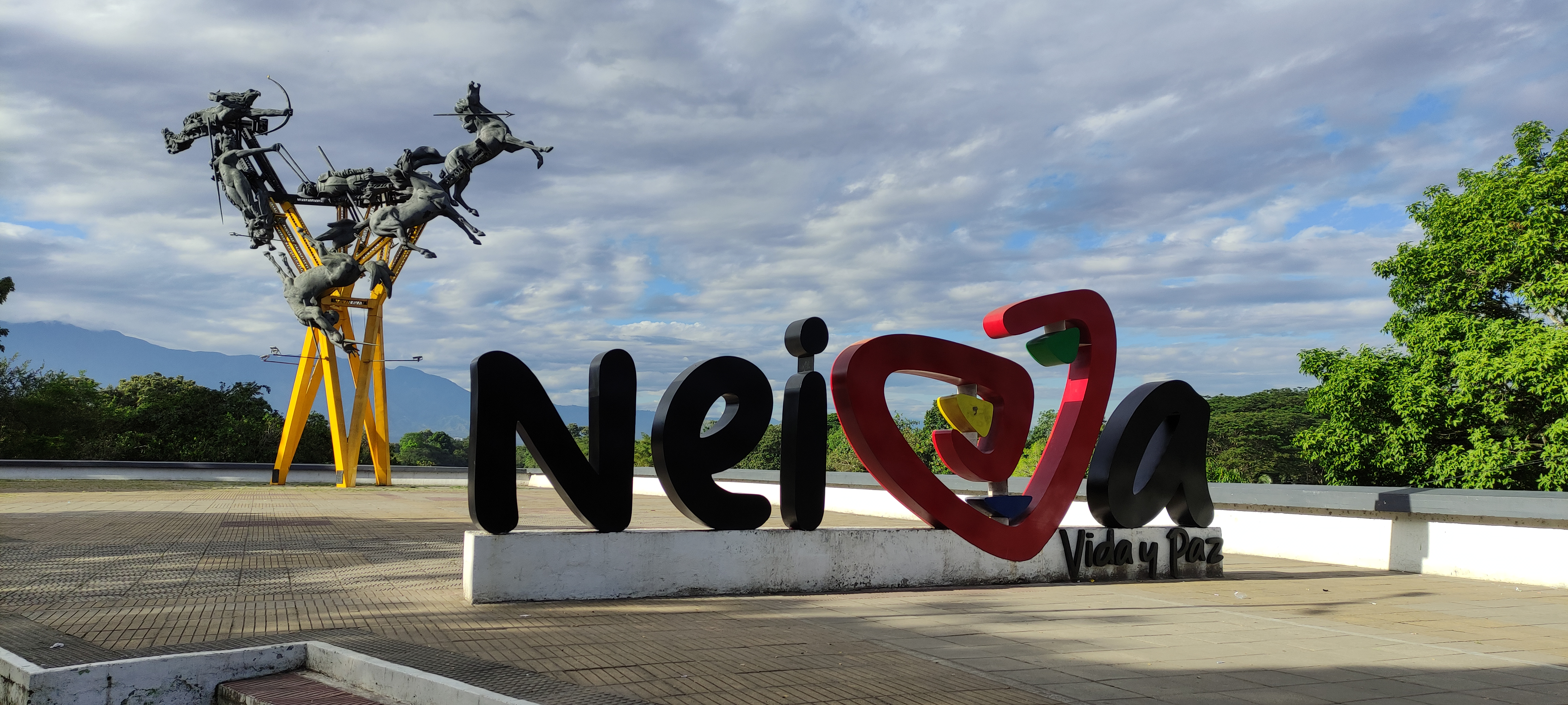
Marca Ciudad Neiva: Vida y Paz en el Malecón del Rio Magdalena.

### Toponimia
Varias son las hipótesis en torno al origen del nombre de la ciudad de Neiva. Sostienen algunos que fue dado por los españoles, dada su semejanza con algún lugar de Portugal o las Antillas. Sin embargo, al parecer la palabra Neiva tiene un origen más universal: Neiva o Nieva, es el nombre de un río en la Rusia Occidental. También es el nombre de una aldea de Rusia, es el nombre de una aldea de Piamonte, el nombre de un río de Portugal Naybe, significa culebra en lengua cuna, dentro de las crónicas de la conquista se lee:'

…hubo un famoso valle cuyo señor se llamaba Neiva y Juan de Castellanos, el gran cronista de la conquista huilense, escribe “al fin fueron a dar a las llanuras Neiba que hallaron bien pobladas…”

También se asegura que los españoles le dieron este nombre por su semejanza con el Valle de Neyba en Santo Domingo, igualmente en su libro El Huila y sus Aspectos, el historiador Joaquín García Borrero sugiere que el nombre de Neiva pudo provenir de Haití, en donde los españoles encontraron un río que los naturales llamaban Neyve o Neyva.

### Símbolos
Siendo alcalde de la ciudad, Jaime Cerquera dictó el decreto 210 del 6 de diciembre de 1967, por el cual adoptó los símbolos de la ciudad de Neiva.

#### Bandera
- La primera franja o superior es de color rojo y simboliza el valor, arrojo y amor a la libertad del pueblo huilense.
- La segunda franja o central es de color verde como homenaje al hombre, al trabajo, al esfuerzo creador de las letras, las artes y la cultura de la tierra y como símbolo de esperanza.
- La tercera franja o inferior es de color amarillo, y expresa la nobleza, liderazgo y espiritualidad del neivano así como la riqueza natural de su territorio.
- Cruzando la bandera de adentro hacia afuera y hacia arriba llevara una flecha indígena en negro que representa el espíritu de superación de nuestra raza.

#### Escudo
El escudo de la ciudad será de figura suiza modificada a la española, terciado en la faja (siendo la intermedia menor) con las siguientes características:
- En la faja superior sobre azur una serranía en sable coronada por tres picos en plata, que representan el Nevado del Huila, testigo de la historia de la ciudad.
- la faja intermedia de plata, representa al río Magdalena, padre de la nacionalidad y una embarcación indígena en sable rememora la importancia de esta arteria en el progreso de la ciudad.
- En la faja inferior en sinople, símbolo de la riqueza agropecuaria y señal de esperanza en el porvenir, lleva un cercado o palenque de oro que recuerda su categoría de capital provincial desde su nacimiento, así como las luchas en defensa de la libertad. A diestra y siniestra de esta banda y en su parte inferior palmeras en oro recuerdan “la gentil calentana” evocada por el cantor del trópico José Eustasio Rivera Salas. Una bordura anglesada en oro simboliza la nobleza, honradez, laboriosidad y hospitalidad que caracteriza a sus hijos.
- Timbrando al escudo una corona de oro recuerda la fundación de la ciudad bajo el patrocinio de la limpia concepción del valle de Neiva.[10]

#### Himno
Fue compuesto por los sacerdotes salesianos Alfonso Arboleda Méndez y Andrés Rosa Summa, autores de la letra y música respectivamente.La canción resultó ganadora de un concurso realizado con motivo de la celebración del IV centenario de la primera fundación de la ciudad, el 8 de diciembre de 1939, por el gobierno municipal, pero no fue sino hasta 1997 que se decretó como himno oficial de la ciudad.

## Geografía

### Localización
La ciudad está ubicada en las coordenadas 2°59′55″N 75°18′16″O / 2.99861, -75.30444 en el departamento de Huila, a orillas de la margen derecha del río Magdalena, uno de los más importantes del país, entre los picos de la cordillera oriental y central. Es una de las pocas ciudades en el mundo que se encuentra en las antípodas de otra ciudad, en el caso de Neiva, es la ciudad de Palembang en Indonesia.
| Noroeste: Aipe            | Norte: Límite entre Aipe y Tello (Río Magdalena)   | Nordeste: Tello                                    |
| Oeste: Planadas ( Tolima) |                                                    | Este: Tello                                        |
| Suroeste: Palermo         | Sur: Límite entre Palermo y Rivera (Río Magdalena) | Sureste: Rivera y San Vicente del Caguán (Caquetá) |

### Hidrografía

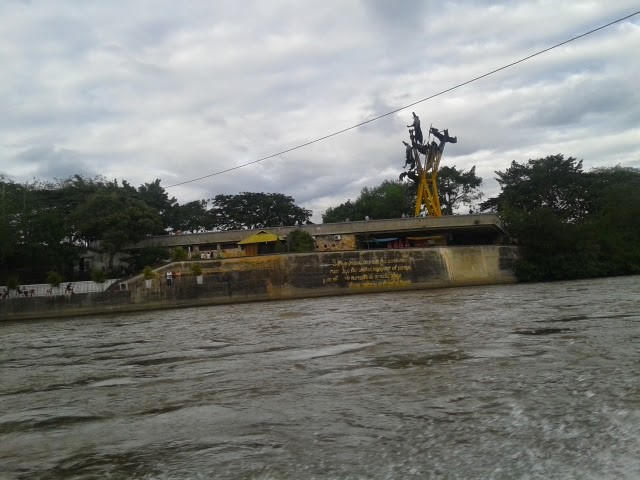
Río Magdalena a su paso por el Monumento la Gaitana

El eje hidrográfico del municipio está conformado por el río Magdalena, que lo atraviesa de sur a norte. Desde la cordillera Central y oriental descienden numerosos afluentes que desembocan en el Magdalena.
| Cuenca        | Subcuenca                           | Microcuenca |
| ------------- | ----------------------------------- | --- |
| Río Magdalena | Afluentes directos al río Magdalena | Quebradas: El Venado, Busiraco, El Caimán, Arenoso, El Aceite, Guacirco y El Dindal.                                                                                     |
| Río Magdalena | Río del Oro                         | Quebradas: El Tigre, El Madroño, El Banquillo, La Florentina, Zanja Honda y la Cabuya,                                                                                   |
| Río Magdalena | Río Baché                           | Quebradas: La Raya, San Francisco, Peñas Blancas, Agua Dulce, Guayaba, El Potrero, El Chiflón y El Palmar.                                                               |
| Río Magdalena | Río Las Ceibas                      | Quebradas: El Mico, San Bartolo, Motilón. |
| Río Magdalena | Río Fortalecillas                   | Quebradas: La Jagua, San Antonio, Palestina y Ahuyamales |
| Río Magdalena | Río Aipe                            | Quebradas: Tambilla, El Chocho, Carbonera, La Sardina, Cachichi, El Conejo, Mangas, El Junquito, Miel de Abejas, Tinail, Buenavaquera, Jerónimo, Los Órganos y Aipecito, |
| Río Magdalena | Quebrada Arenoso                    | Quebradas: El Neme, El Madroño. |

### Relieve

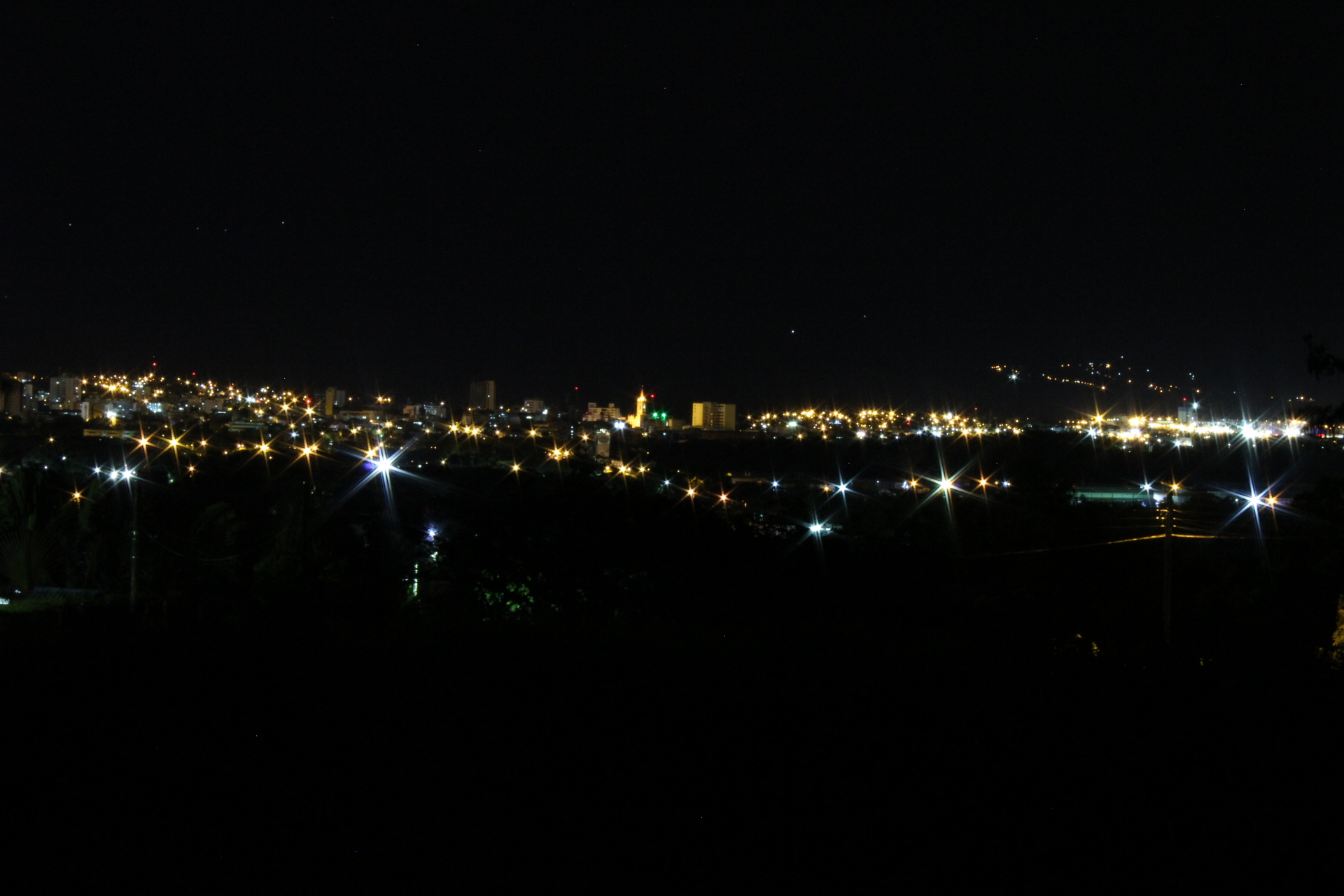
Vista nocturna de Neiva sobre el valle del Magdalena

Está influenciado por su ubicación en el valle del río Magdalena y su cercanía a la cordillera Oriental de los Andes. El casco urbano está situado en una planicie sobre la margen derecha del río Magdalena – frente a una extensa isla fluvial, entre los ríos Las Ceibas y del Oro, enmarcada por las vertientes de la Cordillera Oriental y Central. El relieve lo complementan zonas que inician por debajo de 440 metros en el río Magdalena y terminan hacia el este en cerros de por lo menos 3000 metros sobre la Cordillera Oriental. Al Oeste, cuchillas que ascienden a 2.750 metros sobre el ramal de la Cordillera Central. Algunos llanos como el Jardín y la Manguita al norte; Avichente y El Chaparro al oriente; Matamundo al sur y por el occidente corre el río Magdalena que la separa del municipio de Palermo.
En Neiva, se presenta una amplia gama de formaciones vegetales de acuerdo a la interacción de los componentes de clima, geología, hidrología y suelos, resultando las más representativas:
- Ecosistema de La Siberia (compartido con los municipios de Rivera, Algeciras, Campoalegre y el departamento del Caquetá).
- Cerros: Santa Lucía, localizado en límites con los departamentos de Meta y Caquetá; La Cuncia compartido con el municipio de Santa María; Las Delicias y La Esperanza y La Tolda compartida con el municipio de Aipe y el departamento de Tolima. Cerro Chiquito.
- Serranías: La Tarpella, El Chontaduro y el Calvario.
- Lomas: Las Ceibas, Busiraco, Buenavista, Alto del Secreto y Alto del Chino.
- Cordilleras: La Buitrera, El Chiquito, El Chillón, El Chiflón.
- Cuchillas:  San Miguel, Astal.

## Demografía
Según cifras del DANE, en el censo del año 2018. La ciudad contaba con una población de 347.501 personas, con una densidad de aproximadamente 289.7 habitantes por kilómetro cuadrado, se estima una proyección para el año 2025 de 388.229 habitantes. Del total, 362.163 personas viven en la cabecera municipal y 26.066 en el área rural. El 46,4% corresponden a hombres y el 53,6% a mujeres. Aproximadamente el 70,2% de los hogares de Neiva tiene 4 o menos personas. El 8,4% de la población de 5 años y más que reside actualmente en este municipio procede de otro municipio y el 0,1 % de otro país.
| Evolución demográfica de Neiva desde la Segunda Mitad del siglo XVIII                                                             |
| --- |
| |
| Gráfica elaborada por: Wikipedia con base a los datos del DANE y archivos de la biblioteca del Banco de la República de Colombia. |

### Etnografía
Según las cifras del DANE sobre el censo 2005, la composición etnográfica del municipio es:
- Blancos y mestizos: 98.9%
- Indígenas: 0,3%
- Negro, mulato o afrodescendiente: 0,8%

## Política

### Estructura Organizacional

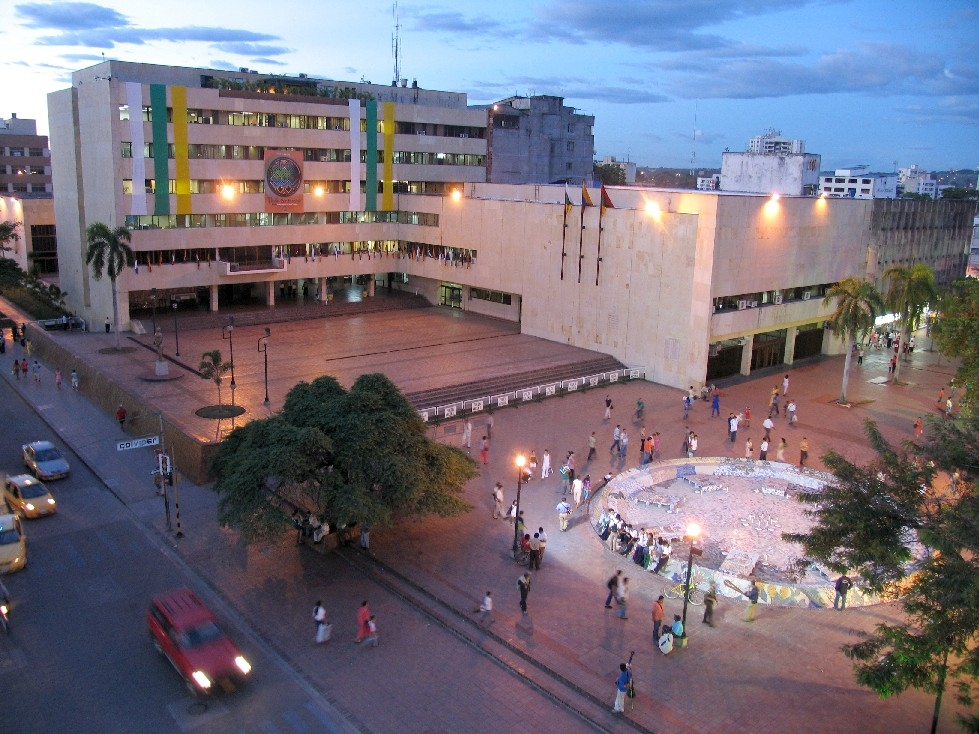
Edificio de la Gobernación del Huila en el Parque Santander

Neiva está regido por un sistema democrático basado en los procesos de descentralización administrativa generados a partir de la proclamación de la Constitución Política de Colombia de 1991. A la ciudad la gobierna un alcalde (poder ejecutivo) y un concejo municipal (Órgano de tipo administrativo).

#### Poder ejecutivo
El alcalde de Neiva es el jefe de Gobierno y de la administración municipal, representando legal, judicial y extrajudicialmente al municipio. Es un cargo elegido por voto popular para un periodo de cuatro años; bajo su responsabilidad se encuentran las secretarías e institutos municipales cuyos funcionarios principales son nombrados por el mismo. Actualmente German Casagua Bonilla fue elegido en este cargo por el periodo 2024-2027.

#### Órganos de función administrativa
El concejo de Neiva es una Corporación administrativa pública que actúa como interlocutora, vocero y representante de la comunidad, haciendo parte de la construcción del desarrollo armónico, equitativo y sostenible de los habitantes de Neiva, mediante el debate democrático y fiel cumplimiento de la Constitución y la ley. Se encuentra compuesto por 19 concejales, los cuales son elegidos democráticamente cada cuatro años.
| Secretarías y Direcciones asociadas                          | Secretarías y Direcciones asociadas                | Oficinas y Entidades descentralizadas                            | Oficinas y Entidades descentralizadas                            |
| ------------------------------------------------------------ | -------------------------------------------------- | ---------------------------------------------------------------- | ---------------------------------------------------------------- |
| Secretaría de Gobierno                                       | Dirección de Justicia                              | Despacho del alcalde                                             | Oficina Asesora de Jurídica                                      |
| Secretaría de Gobierno                                       | Dirección de Convivencia y Seguridad               | Despacho del alcalde                                             | Oficina de Control Interno                                       |
| Secretaría de Gobierno                                       | Dirección de Participación Ciudadana y Comunitaria | Despacho del alcalde                                             | Oficina de Control Interno Disciplinario                         |
| Secretaría de Gobierno                                       | Dirección Asuntos Religiosos                       | Despacho del alcalde                                             | Oficina de Contratación                                          |
| Secretaría General                                           | Dirección de Talento Humano                        | Despacho del alcalde                                             | Oficina de Comunicaciones                                        |
| Secretaría de Hacienda                                       | Dirección de Rentas                                | Despacho del alcalde                                             | Oficina de Gestión del Riesgo                                    |
| Secretaría de Hacienda                                       | Dirección de Tesorería                             | Departamento Administrativo de Planeación                        | Dirección de Ordenamiento Territorial y Gestión Catastral        |
| Secretaría de Salud                                          | Dirección de Salud Pública                         | Departamento Administrativo de Planeación                        | Dirección de Prospectiva                                         |
| Secretaría de Movilidad                                      | Dirección Técnica de Movilidad                     | Las Ceibas Empresas Públicas de Neiva E.S.P                      | Las Ceibas Empresas Públicas de Neiva E.S.P                      |
| Secretaría de Educación                                      | Secretaría de Educación                            | Empresa Social del Estado ESE Carmen Emilia Ospina               | Empresa Social del Estado ESE Carmen Emilia Ospina               |
| Secretaría de Infraestructura                                | Secretaría de Infraestructura                      | Sistema Estratégico de Transporte Publico- SETP TRANSFEDERAL SAS | Sistema Estratégico de Transporte Publico- SETP TRANSFEDERAL SAS |
| Secretaría de Cultura                                        |                                                    |                                                                  |                                                                  |
| Secretaría de Vivienda y Hábitat                             |                                                    |                                                                  |                                                                  |
| Secretaría de Medio Ambiente y Desarrollo Agropecuario       |                                                    |                                                                  |                                                                  |
| Secretaría de Competitividad y Tecnologías de la Información |                                                    |                                                                  |                                                                  |
| Secretaría de Paz y Derechos Humanos                         |                                                    |                                                                  |                                                                  |
| Secretaría de Juventud                                       |                                                    |                                                                  |                                                                  |
| Secretaría de la Mujer, Infancia y Desarrollo Social         |                                                    |                                                                  |                                                                  |

## División Político-Administrativa
El municipio de Neiva tiene una extensión de 1.553 km² que abarcan desde la cordillera oriental hasta la cordillera central, pasando por el Valle del Río Magdalena.

#### Comunas

Comunas de Neiva (con sus barrios).

La Cabecera municipal se encuentra dividida por medio del Acuerdo N.º 022 del 8 de junio de 1995, en diez comunas (donde se puede encontrar los 117 barrios):
- Comuna Noroccidental.
- Comuna Nororiental.
- Comuna Entre Ríos.
- Comuna Central.
- Comuna Oriental.
- Comuna Sur.
- Comuna La Floresta.
- Comuna Suroriental.
- Comuna Norte.
- Comuna Las Palmas.

### Corregimientos

Corregimientos de Neiva

Neiva tiene bajo su jurisdicción varios centros poblados, que en conjunto con otras veredas, constituye los siguientes corregimientos (según el acuerdo 026 de 2009 por medio del cual se revisa y ajusta el acuerdo 016 de 2000 que adopta el POT del municipio de Neiva):
| Corregimiento     | Centros Poblados                                                                           | Veredas |
| Aipecito          | - Aipecito - Pradera                                                                       | La Cristalina, La Florida, La Unión. |
| Chapinero         | - Chapinero                                                                                | Altamira, Cachichi, Diamante, El Jardín, El Libano, Horizonte, La Cabaña, Omega.                                                               |
| El Caguán         | - Caguán - El Triunfo - Moscovia                                                           | San Bartolo, Chapuro. |
| Fortalecillas     | - El Venado - Fortalecillas - La Mata                                                      | La Mojarra, La Jagua. |
| Guacirco          | - Guacirco - Peñas Blancas - San Francisco - San Jorge                                     | San Andrés de Busiraco, Tamarindo. |
| Río de las Ceibas |                                                                                            | Motilón, La Plata, Pueblo Nuevo, San Miguel, Santa Helena, Ceibas Afuera, Palestina, Platanillal.                                              |
| San Luis          | - La Julia - Los Alpes                                                                     | Alto Cocal, Bajo Cocal, Palmar, El Avila, El Centro, El Quebradon, Corozal, La Libertad, Alta Libertad, El Piñuelo, Órganos, Omega, Los Alpes. |
| Vegalarga         | - Cedralito - El Colegio - Palacios - Piedra Marcada - San Antonio de Anaconia - Vegalarga | Ahuyamales, Cedral, Santa Lucía, Santa Librada, San José.                                                                                      |

## Economía

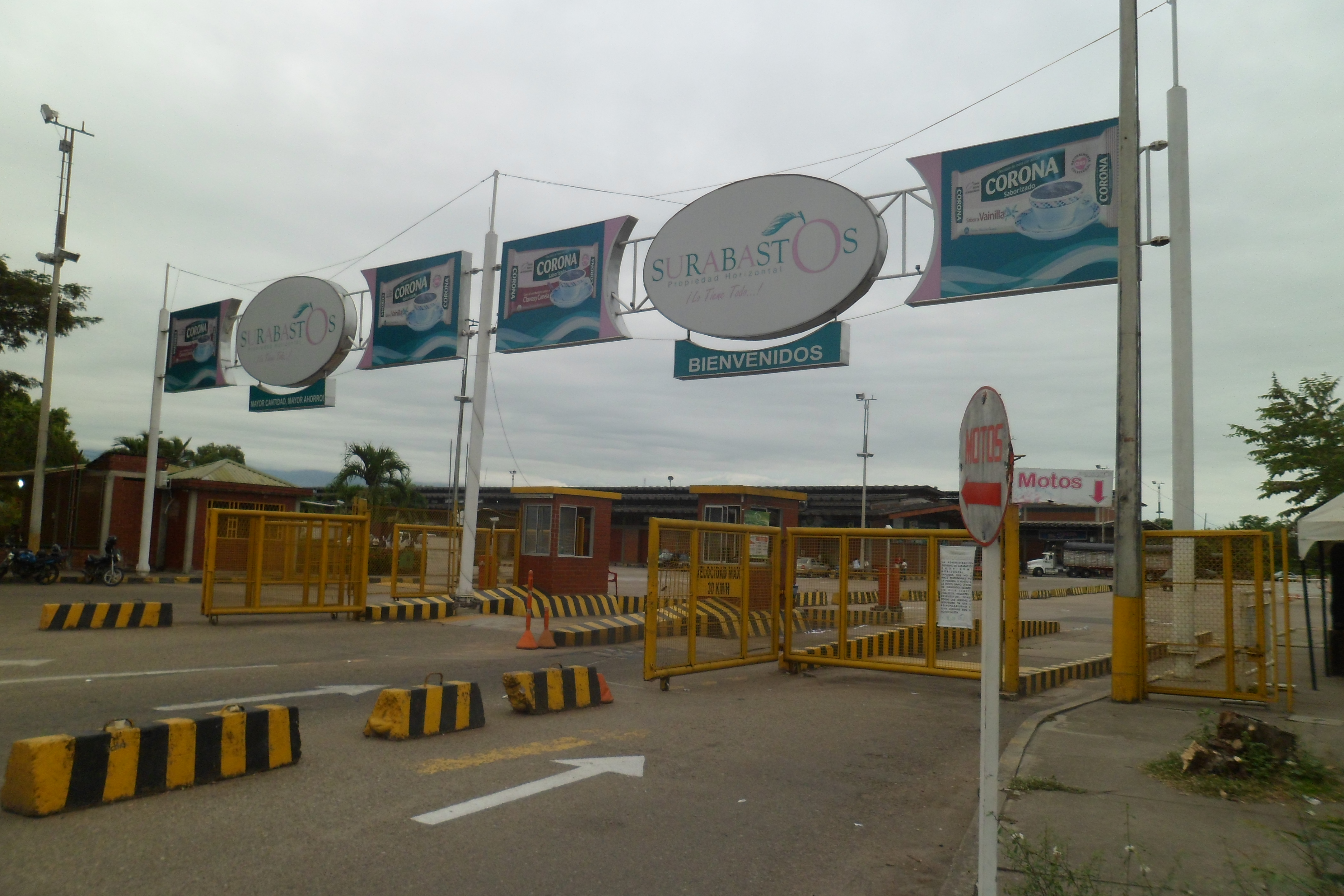
Central Mayorista Surabastos

Neiva representa el 38% del total del valor agregado del departamento, un porcentaje importante comparativamente con los 36 municipios restantes de la región. Esto explicado principalmente por la fuerte relación comercial que existe entre el área llamada como zona metropolitana de Neiva, el cual incluye municipios como Aipe, Tello, Palermo, Campoalegre, Rivera, entre otros, además de compartir estrechos vínculos comerciales, también se impacta en términos demográficos, en fuerza laboral, y entre otros componentes de desarrollo económico, como el tejido empresarial, proyectos de vivienda y de agua potable y saneamiento básico entre otros.
Otro aspecto importante de relevancia económica, es el desarrollo de la industria por su ubicación estratégica con el centro de Colombia, el cual ha logrado concentrar en buen medida la industria manufacturera enfocada hacia el cacao, café, lácteos, frutas etc, así como la industria metalmecánica y constructiva, concentrando las principales empresas del sector del departamento. Por otra parte, el desarrollo turístico de la región a partir de los destinos turísticos del Desierto de la Tatacoa y el Parque Arqueológico de San Agustín, también han proyectado a Neiva como una ciudad de servicios turísticos complementarios a estos. La ciudad se caracteriza por tener una gran oferta hotelera y restaurantes, y se ha posicionado por ser una ciudad de grandes eventos empresariales y culturales.
Neiva históricamente se ha caracterizado por tener una economía basada en las actividades del sector terciario (Comercio principalmente) pasando de cerca de 2.300 miles de millones de pesos COP en el 2011 a 4.800 miles de millones de pesos COP en el 2019. En la serie de tiempo 2011 al 2013 pasó algo particular, y fue la transición del sector económico primario (agricultura) como segundo renglón productivo al tercero, ganando mayor representatividad las actividades secundarias (representada por la industria manufacturera de café, lácteos y panaderías y construcción).

### Sector Primario
Las principales actividades económicas son la agricultura y la ganadería. Aunque, Neiva no es fuerte en términos de producción agropecuaria, maneja un importante portafolio de productos agrícolas entre ellos (Café, cacao, banano, plátano, cítricos, caña panelera, yuca y tabaco). Estos representados principalmente en la siembra de café con 4.386 hectáreas y seguido por el plátano con 1.528 hectáreas principalmente. De relevancia para la región están los productos del achira, la cual presentó áreas sembradas a partir del año 2019, mientas que el aguacate a partir del año 2011 siendo en la actualidad un producto con gran demanda en el exterior. Así mismo está la cholupa y el cacao como producto insignia de la región.
La ganadería ha alcanzado un desarrollo notable, sobre todo en el ganado vacuno.
De las actividades del sector primario, el 64,9% corresponde al sector Agrícola, 8,7% al sector pecuario y el 7.2% al sector piscícola. La mayoría de las viviendas tiene simultáneamente 2 o 3 tipos de actividades. En la actividad minera se destaca las minas de oro, plata, caliza, mármol y cobre. En resumen de lo anterior, tenemos que la mayor vocación productiva en términos de áreas aptas son: avícola, cerdos, Pirarucú, Bocachico, Tilapia, Cachama, Bagre rayado y Yamú, Pastos estrella y Pasto humidícola.

### Sector Secundario
El 11% de los establecimientos de la ciudad se dedican al sector industrial. Se destaca la explotación de petróleo y gas natural, las reservas petroleras representan el 1.2% del total nacional. La producción artesanal es muy laboriosa, especialmente la de cerámica y sombreros. La industria fabril está poco desarrollada; no obstante, en Neiva se han instalado fábricas de productos alimenticios, bebidas, jabones, cigarros y licores. La actividad industrial se desarrolla en la agroindustria, en manufacturas de producción artesanal, en la producción de alimentos y bebidas, y en la fabricación de carrocerías y la metalmecánica. La ciudad refleja la fragilidad en el aparato productivo, la ciudad no cuenta con una industria sólida, de generación de valor agregado, y con una alta dependencia frente al consumo local.

### Sector Terciario
El comercio es muy activo, ya que Neiva se ha convertido en el eje de la economía de los departamentos del Huila, Caquetá y Putumayo.  En la última década ha sido considerada por tener diferentes plataformas comerciales, nacionales y extranjeras, para invertir su capital con resultados positivos. El tejido empresarial de la ciudad, lo constituyen principalmente empresas (personas naturales y jurídicas) del sector comercio, con 7.125 unidades productivas, es decir el 42% del total del tejido empresarial; el segundo sector más representativo lo constituye las actividades de alojamiento y servicio de comida con el 10,6% de participación; le siguen las actividades manufactura con el 9,3% representados principalmente por empresas dedicadas a las actividades de panadería y de confección textil; y las actividades profesionales, científicas y técnicas con el 6,4% principalmente.
Neiva, representa cerca del 46% del total de las empresas del Huila, de aquí la importancia económica que tiene la capital del departamento y su influencia comercial con los municipios aledaños. Por tamaño de sus activos de las 16.629 empresas el 95% son microempresas, el 3,9% pequeñas, las cuales representan cerca del 90% del total del Huila; 0,7% medianas y el 0,2% grandes.
A pesar de su tamaño mediano, Neiva cuenta con una cantidad considerable de centros comerciales entre los que resaltan Unicentro, San Juan Plaza, Único Outlet, San Pedro Plaza y Santa Lucía Plaza, así como otros de mediana o baja relevancia como Metropolitano, Oasis Plaza, Santaloma y Popular Los Comuneros.

## Infraestructura y equipamiento urbano

### Salud
La prestación y cobertura de aseguramiento de los distintos servicios de salud llega al 93.1%, distribuido de la siguiente manera: 45.7% Contributivo y 47.4% Subsidiado. Actualmente, existe una red de instituciones prestadoras de servicios de salud. Del sector público, la Empresa Social del Estado ESE "Carmen Emilia Ospina" cuenta con 7 centros médicos en el área urbana y 21 en el área rural para la atención de bajo nivel de complejidad. El Hospital Universitario "Hernando Moncaleano Perdomo" es el único hospital de alta complejidad del sector público. Del sector privado, existen 8 clínicas de mediana y alta complejidad y 19 centros de atención básica.

### Servicios públicos

#### Energía
La población de Neiva está cubierta por un 99,4 % por el servicio de energía eléctrica. En casco urbano, el cubrimiento es del 99,2 % y en el rural del 98,7 %. La cobertura y comercialización la realiza Electrohuila, propietaria de las 8 subestaciones de energía conectadas a la red nacional y la Represa de Betania, una de las principales generadoras de energía del país.

#### Gas natural
Alcanos de Colombia, es la empresa distribuidora y comercializadora de gas natural en el municipio.

#### Acueducto y alcantarillado

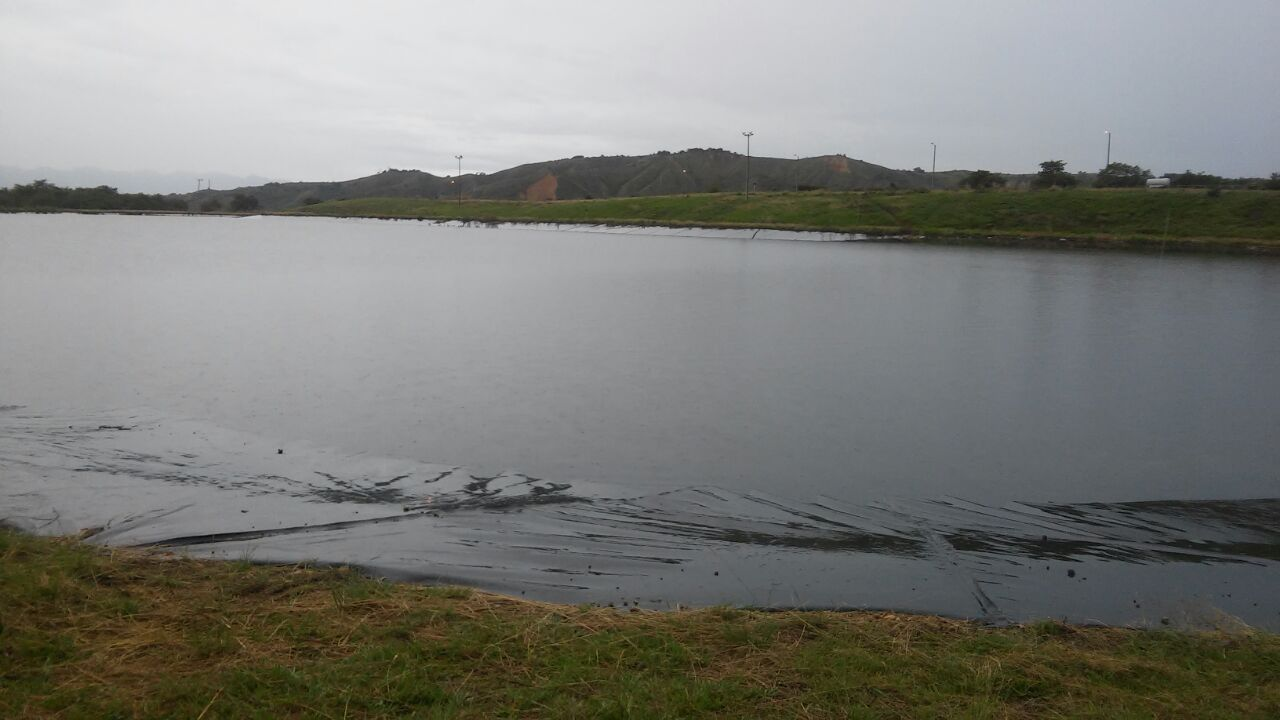
Reservorio Municipal

Empresas Públicas de Neiva EPN hoy Las Ceibas Empresas Públicas de Neiva E.S.P., es la entidad responsable por el servicio de acueducto y alcantarillado en el área urbana y rural, se cuenta con cobertura total de 99,9% y 98,91% de alcantarillado. El sistema de acueducto se abastece del río Las Ceibas y realiza la captación mediante dos bocatomas El Tomo y El Guayabo, el agua captada es tratada en tres plantas de tratamiento de agua Potable:
- El Recreo: De tipo convencional con una capacidad de 450 a 600l/s
- El Jardín: De tipo convencional con una capacidad de 900 a 1.100l/s
- Kennedy: Es la planta más antigua de tipo convencional con una capacidad de 90 a 100l/s

Además, se cuenta con el reservorio municipal, con capacidad de 256.000 m³, que sirve como plan de contingencia del sistema, para un suministro de 3 días para toda la ciudad.
Este reservorio está conectado al sistema de la PTAP el Recreo. El sistema de alcantarillado es de tipo sanitario, combinado y pluvial, actualmente no se cuenta con una planta de tratamiento de aguas residuales, sin embargo, se cuenta con proyecto para la construcción por valor de $133 mil millones con recursos del municipio, el departamento, la corporación regional y la Nación. El sistema cuenta con 13 descargas directas al río Magdalena, así mismo, cuenta con un plan de saneamiento y manejo de vertimientos aprobado mediante resolución No 1641 de 2007 de la Corporación Regional del Huila y contiene los permisos de vertimiento; además se cuenta con dos vactor para mantenimiento y limpieza de las redes.

### Transporte

Mapa vial de Neiva

#### Transporte aéreo
El transporte aéreo es realizado a través del Aeropuerto Benito Salas con un área de 5.600 metros cuadrados construidos, ubicado en el norte de la ciudad; es uno de los principales aeropuertos del sur colombiano, gracias a su afluencia de pasajeros y carga, actualmente opera rutas hacia Bogotá, Cali y Medellín con las diferentes aerolíneas nacionales como Latam Airlines (con 1 vuelo diario a Bogotá), Avianca (con 3 vuelos diarios a Bogotá), Clic Air (con 5 vuelos diarios a Bogotá entre semana, y 3 los fines de semana).

#### Transporte por carretera
El servicio público de transporte terrestre de pasajeros regional y nacional, está a cargo de la Terminal de Transportes de Neiva, ubicado en el sur de la ciudad de Neiva, que inició su construcción en el año de 1986 y fue inaugurado el 1 de febrero de 1991. Actualmente el terminal cuenta con cinco módulos: Antiguo, Regional, Descenso, Vehículos Mixtos y Centenario. Cuenta con varias rutas hacia diferentes ciudades del país como Bogotá, Ibagué, Florencia, Mocoa, Puerto Asís, Eje Cafetero, Cali, Bucaramanga, Medellín, etc. y ofrece servicios de lujo, salas VIP, servicios de colectivos, taxis, busetas. Además, locales comerciales, restaurante, guardaequipajes, orientación turística y conectividad, capilla y baños.

#### Transporte público y Movilidad

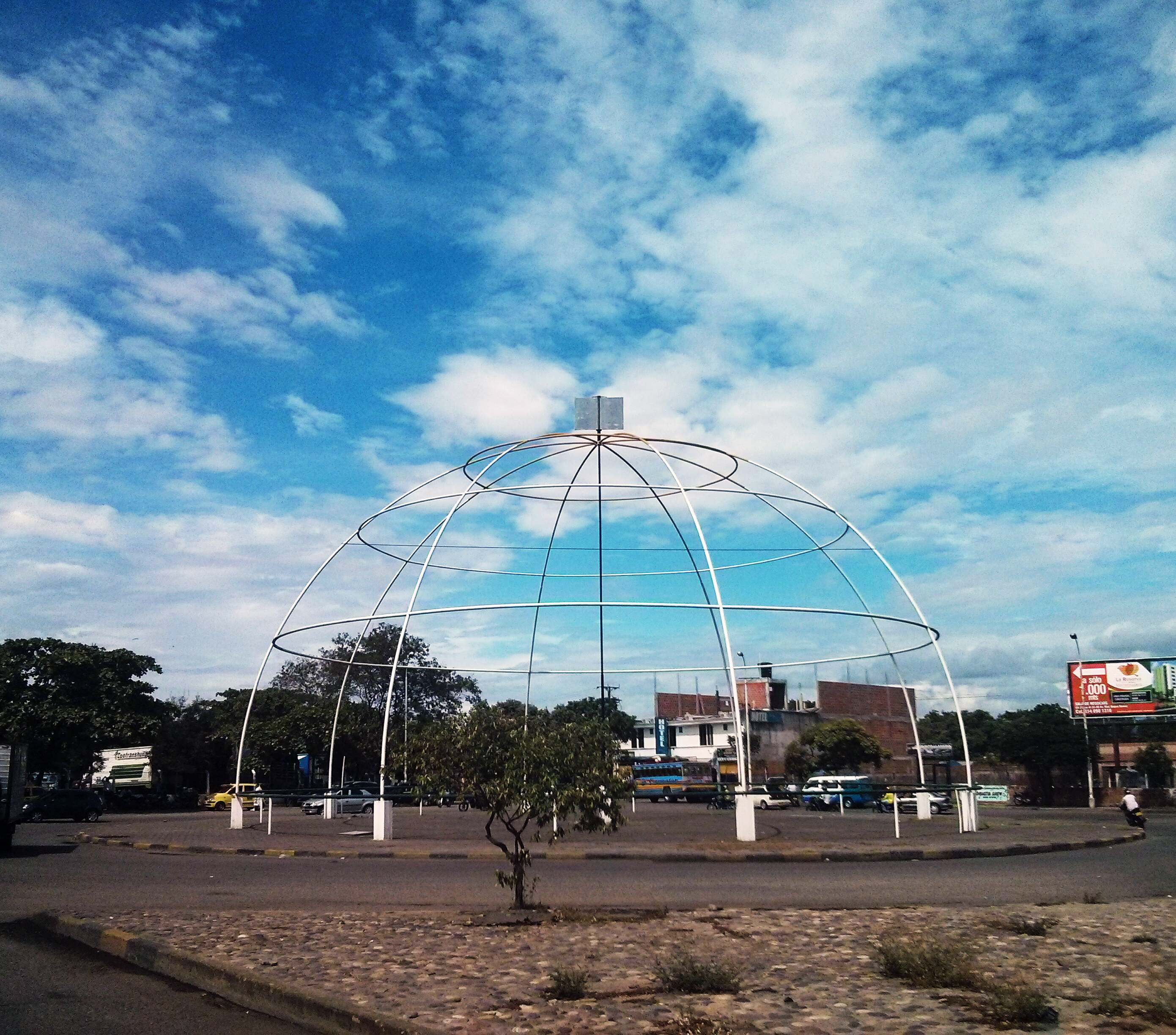
Glorieta "el Domo de las Antípodas" en el sur de la ciudad

Neiva cuenta con varias empresas que brindan el servicio de taxi, además existen empresas como Coomotor, Cootranshuila, FlotaHuila, Cootransneiva y Autobuses S.A. que prestan el servicio hacia los distintos barrios por los principales corredores viales de la ciudad. Actualmente se está implementando el Sistema Estratégico de Transporte Público SETP "Movilidad Inteligente de Gestión Opita (Migo)" que mejore la movilidad y el transporte de los habitantes.

### Educación
En Neiva, se ofrece una educación pública y privada enfocada en la educación formal —preescolar, básica primaria, básica secundaria, media y media técnica vocacional y educación por ciclos principalmente orientada por instituciones de carácter privado. También brinda servicios educación para el trabajo y formación del desarrollo humano a través de carreras técnicas y tecnológicas. Además ofrece educación superior por medio de universidades de carácter público y privado en carreras profesionales de acuerdo con las necesidades de la región y el país. De acuerdo con el censo DANE 2005, el nivel educativo de los habitantes de ciudad se encuentra distribuido de la siguiente manera:
| Educación Inicial | Educación básica | Educación básica | Educación Media | Educación Superior | Educación Superior | Educación Superior              | Ninguna |
| Preescolar        | Primaria         | Secundaria       | Media/ Técnica  | Tecnológica        | Profesional        | Especialista Maestría/Doctorado | Ninguna |
| ----------------- | ---------------- | ---------------- | --------------- | ------------------ | ------------------ | ------------------------------- | ------- |
| 4,16 %            | 33,30 %          | 36,20 %          | 3,60 % / 2,20 % | 3,50 %             | 9,72 %             | 1,70 %                          | 7,60 %  |

#### Educación preescolar, básica y media
Neiva cuenta con 37 instituciones educativas oficiales a las cuales están adscritos 169 establecimientos educativos entre colegios y escuelas (104 en zona urbana y 65 en zona rural). A nivel privado, cuenta con 127 establecimientos educativos que van desde el preescolar, primaria y secundaria. Según la Secretaría de Educación Municipal de Neiva en el año 2016, el número de estudiantes que asistió a las instituciones educativas del sector público fue de 57.656 y 20.792 asistió en el sector privado para un total de 78.448 estudiantes que se encuentran dentro del sistema escolar alcanzando una cobertura bruta del 96,58 %. En la zona urbana, estudian 72.662 estudiantes que representan el 92,15 %; los 5.781 estudiantes que representan el 7,05 % restante lo hacen en la zona rural.

#### Educación Superior
La ciudad ofrece servicio educativo a nivel universitario en los niveles de pregrado y de posgrado (especializaciones, maestrías y doctorados), así como realizar extensión (labores de apoyo a la comunidad) e investigación en ciencia y tecnología. Actualmente prestan sus servicios 19 universidades, que desde el 2001 hasta el 2009 graduaron 13.956 estudiantes. entre las que se destacan:
Públicas
- Universidad Surcolombiana (USCO), la principal universidad de Neiva y el Huila.
- Servicio Nacional de Aprendizaje (SENA), formación para el trabajo en los niveles técnico y tecnológico.
- Universidad del Tolima (UT), Centro Regional de Educación a Distancia.
- Escuela Superior de Administración Pública ESAP (Terr. Huila, Caquetá, Putumayo)
- Universidad Nacional Abierta y a Distancia (UNAD)

Privadas
- Corporación Universitaria del Huila (CORHUILA)
- Corporación Unificada Nacional de Educación Superior (CUN)
- Universidad Cooperativa de Colombia (UCC)
- Universidad Antonio Nariño (UAN)
- Fundación Universitaria Navarra (UNINAVARRA)
- Fundación Universitaria Claretiana (FUCLA)
- Universidad Minuto de Dios (UNIMINUTO)
- Fundación Universitaria María Cano
- Universidad Santo Tomás (USTA)
- Universidad Católica de Colombia (Especializaciones en derecho)
- Fundación Escuela Tecnológica Jesús Oviedo Pérez

### Clima
Debido a su ubicación cerca de la línea del ecuador y su baja altitud, la ciudad tiene se encuentra en el piso térmico cálido con temperaturas anuales promedio durante el día que van desde 21 hasta 35 grado celsius. La variable temperatura siempre guarda cierta relación con la precipitación, de manera que los meses más calurosos son aquellos en que la lluvia es menor, en especial agosto y septiembre, en los cuales la temperatura máxima sobrepasa en la zona urbana los 37 °C y los meses más frescos son aquellos considerados como los meses más lluviosos, sobresaliendo abril, noviembre y diciembre, siendo la temperatura máxima oscilante entre los 28 °C y los 30 °C. Posee el clima tropical de verano seco As en la clasificación climática de Köppen.
| Parámetros climáticos promedio de Neiva (Aeropuerto Benito Salas), normales 1981-2010 | Parámetros climáticos promedio de Neiva (Aeropuerto Benito Salas), normales 1981-2010 | Parámetros climáticos promedio de Neiva (Aeropuerto Benito Salas), normales 1981-2010 | Parámetros climáticos promedio de Neiva (Aeropuerto Benito Salas), normales 1981-2010 | Parámetros climáticos promedio de Neiva (Aeropuerto Benito Salas), normales 1981-2010 | Parámetros climáticos promedio de Neiva (Aeropuerto Benito Salas), normales 1981-2010 | Parámetros climáticos promedio de Neiva (Aeropuerto Benito Salas), normales 1981-2010 | Parámetros climáticos promedio de Neiva (Aeropuerto Benito Salas), normales 1981-2010 | Parámetros climáticos promedio de Neiva (Aeropuerto Benito Salas), normales 1981-2010 | Parámetros climáticos promedio de Neiva (Aeropuerto Benito Salas), normales 1981-2010 | Parámetros climáticos promedio de Neiva (Aeropuerto Benito Salas), normales 1981-2010 | Parámetros climáticos promedio de Neiva (Aeropuerto Benito Salas), normales 1981-2010 | Parámetros climáticos promedio de Neiva (Aeropuerto Benito Salas), normales 1981-2010 | Parámetros climáticos promedio de Neiva (Aeropuerto Benito Salas), normales 1981-2010 |
| Mes                                                                                   | Ene.                                                                                  | Feb.                                                                                  | Mar.                                                                                  | Abr.                                                                                  | May.                                                                                  | Jun.                                                                                  | Jul.                                                                                  | Ago.                                                                                  | Sep.                                                                                  | Oct.                                                                                  | Nov.                                                                                  | Dic.                                                                                  | Anual                                                                                 |
| ------------------------------------------------------------------------------------- | ------------------------------------------------------------------------------------- | ------------------------------------------------------------------------------------- | ------------------------------------------------------------------------------------- | ------------------------------------------------------------------------------------- | ------------------------------------------------------------------------------------- | ------------------------------------------------------------------------------------- | ------------------------------------------------------------------------------------- | ------------------------------------------------------------------------------------- | ------------------------------------------------------------------------------------- | ------------------------------------------------------------------------------------- | ------------------------------------------------------------------------------------- | ------------------------------------------------------------------------------------- | ------------------------------------------------------------------------------------- |
| Temp. máx. abs. (°C)                                                                  | 40.0                                                                                  | 40.0                                                                                  | 40.0                                                                                  | 38.0                                                                                  | 39.0                                                                                  | 41.0                                                                                  | 39.0                                                                                  | 41.0                                                                                  | 40.0                                                                                  | 39.2                                                                                  | 37.1                                                                                  | 38.0                                                                                  | 39.4                                                                                  |
| Temp. máx. media (°C)                                                                 | 32.8                                                                                  | 33.1                                                                                  | 32.6                                                                                  | 32.3                                                                                  | 32.5                                                                                  | 33.2                                                                                  | 33.7                                                                                  | 34.6                                                                                  | 34.7                                                                                  | 32.9                                                                                  | 31.5                                                                                  | 31.8                                                                                  | 33.0                                                                                  |
| Temp. media (°C)                                                                      | 27.9                                                                                  | 28.1                                                                                  | 27.7                                                                                  | 27.3                                                                                  | 27.5                                                                                  | 27.8                                                                                  | 28.1                                                                                  | 28.9                                                                                  | 29.1                                                                                  | 27.8                                                                                  | 26.9                                                                                  | 27.1                                                                                  | 27.9                                                                                  |
| Temp. mín. media (°C)                                                                 | 22.4                                                                                  | 22.6                                                                                  | 22.6                                                                                  | 22.5                                                                                  | 22.5                                                                                  | 22.4                                                                                  | 22.5                                                                                  | 23.1                                                                                  | 23.0                                                                                  | 22.5                                                                                  | 22.3                                                                                  | 22.3                                                                                  | 22.5                                                                                  |
| Temp. mín. abs. (°C)                                                                  | 18.0                                                                                  | 17.0                                                                                  | 17.0                                                                                  | 18.8                                                                                  | 18.0                                                                                  | 16.6                                                                                  | 17.8                                                                                  | 18.0                                                                                  | 17.6                                                                                  | 18.0                                                                                  | 18.4                                                                                  | 18.0                                                                                  | 17.8                                                                                  |
| Precipitación total (mm)                                                              | 100.4                                                                                 | 123.6                                                                                 | 162.5                                                                                 | 149.5                                                                                 | 94.9                                                                                  | 34.8                                                                                  | 31.3                                                                                  | 19.9                                                                                  | 60.5                                                                                  | 204.2                                                                                 | 232.3                                                                                 | 165.9                                                                                 | 1379.8                                                                                |
| Días de precipitaciones (≥ 1 mm)                                                      | 11                                                                                    | 11                                                                                    | 15                                                                                    | 16                                                                                    | 15                                                                                    | 11                                                                                    | 10                                                                                    | 8                                                                                     | 10                                                                                    | 16                                                                                    | 17                                                                                    | 15                                                                                    | 155                                                                                   |
| Días de lluvias (≥ 1 mm)                                                              | 11                                                                                    | 12                                                                                    | 14                                                                                    | 15                                                                                    | 15                                                                                    | 12                                                                                    | 10                                                                                    | 8                                                                                     | 10                                                                                    | 16                                                                                    | 18                                                                                    | 14                                                                                    | 155                                                                                   |
| Horas de sol                                                                          | 198                                                                                   | 156                                                                                   | 153                                                                                   | 149                                                                                   | 165                                                                                   | 169                                                                                   | 173                                                                                   | 170                                                                                   | 160                                                                                   | 172                                                                                   | 165                                                                                   | 190                                                                                   | 2018                                                                                  |
| Humedad relativa (%)                                                                  | 69                                                                                    | 68                                                                                    | 71                                                                                    | 72                                                                                    | 71                                                                                    | 64                                                                                    | 58                                                                                    | 55                                                                                    | 56                                                                                    | 67                                                                                    | 75                                                                                    | 74                                                                                    | 66                                                                                    |
| Fuente n.º 1: Instituto de Hidrología, Meteorología y Estudios Ambientales (IDEAM)    |                                                                                       |                                                                                       |                                                                                       |                                                                                       |                                                                                       |                                                                                       |                                                                                       |                                                                                       |                                                                                       |                                                                                       |                                                                                       |                                                                                       |                                                                                       |
| Fuente n.º 2: Instituto de Hidrología, Meteorología y Estudios Ambientales            |                                                                                       |                                                                                       |                                                                                       |                                                                                       |                                                                                       |                                                                                       |                                                                                       |                                                                                       |                                                                                       |                                                                                       |                                                                                       |                                                                                       |                                                                                       |

### Turismo

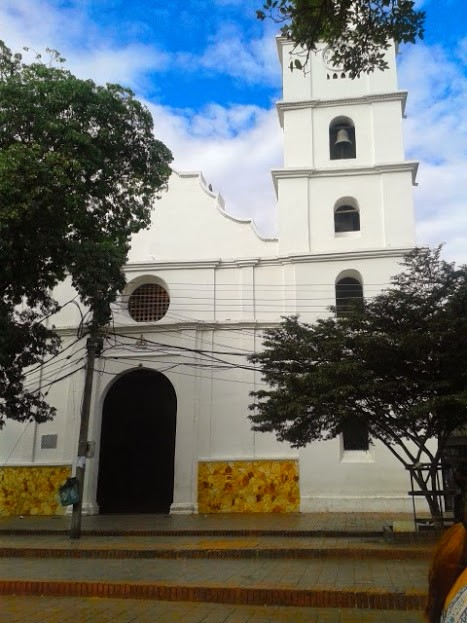
Iglesia Colonial, ubicada en el centro de Neiva

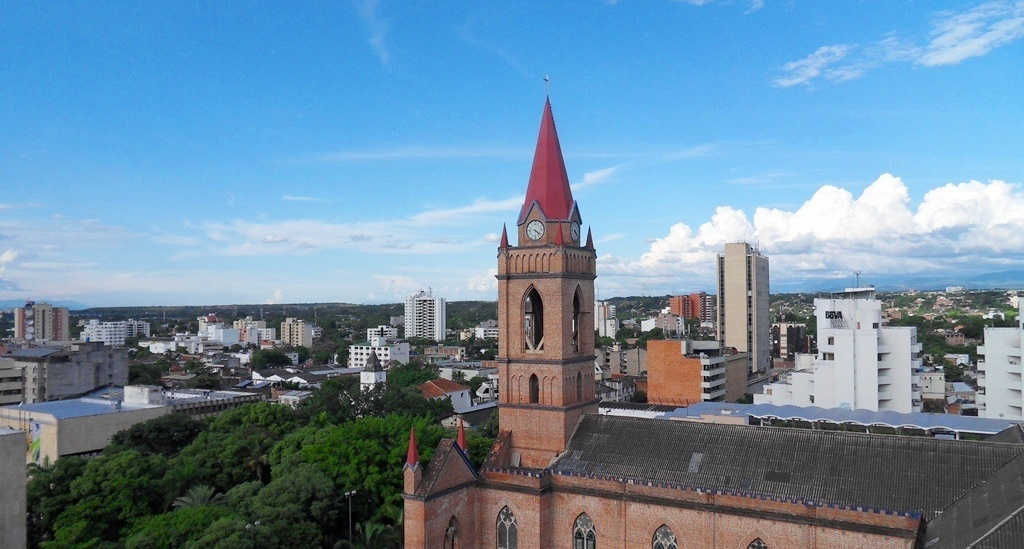
Catedral Inmaculada Concepción

Neiva es una ciudad en proceso de crecimiento y desarrollo, que ofrece variadas alternativas turísticas con presencia de elementos de tipo cultural e histórico, en un interesante recorrido por las tradiciones y los vestigios del pasado que están vivos en las expresiones cotidianas y en los lugares de la ciudad. Además existen variadas opciones para disfrutar la vida nocturna en clubes, discotecas, restaurantes y hoteles. Se identifican los sectores del Malecón, Quirinal y La Toma, donde se disfrutan diferentes ambientes, estilos musicales y ofertas gastronómicas que resultan placenteras para propios y visitantes.
También se ofrece a toda la población una gran variedad de locales y centros comerciales, en los que se pueden adquirir cualquier tipo de mercancías nacionales e importadas. Los principales sectores comerciales son el centro, oriente y el norte de la ciudad, aunque desde mediados del año 2010, se han hecho grandes inversiones en nuevos plataformas comerciales en el sur.
Gastronómicamente se comparten aun tradiciones del Tolima Grande, como lo es el tamal, el envuelto, la chicha de maíz; de igual modo, no puede faltar en las fiestas de San Juan y San Pedro el tradicional asado huilense y la lechona.

### Arquitectura patrimonial
- Catedral de la Inmaculada Concepción de Neiva:  Patrimonio histórico y arquitectónico del Huila por su construcción de estilo gótico que domina todas las miradas de propios y extraños. Se encuentra en el marco del parque Santander. Finalizada en la década de los sesenta.
- Templo Colonial:  En uno de los costados del Parque Santander, este templo del siglo XVII conserva originales los pisos de ladrillo, las paredes de tapia pisada, los techos de madera y otros elementos que defienden su importancia histórica.
- Edificio Nacional de Correos y Telégrafos: De estilo mudéjar, vistosos arcos en forma de herradura y capiteles lujosamente decorados. Cuenta con una cúpula, patio rectangular y vitrales que descomponen la luz en tonalidades cromáticas. Aunque su construcción data de la tercera década del siglo XX, sigue siendo uno de los edificios más pintorescos de la ciudad.  En él funcionan las oficinas de la Recaudación de Impuestos Nacionales y Administración Postal Nacional, esta última en proceso de liquidación.
- Estación del Ferrocarril:  Monumento nacional y patrimonio histórico y arquitectónico del Huila por su arquitectura que data de 1915. Actual sede de la Casa de la Cultura y del Parque Andino, sede de eventos culturales. Está ubicado allí el Parque Mitológico, donde se observan estatuas de los principales personajes de las leyendas huilenses.
- Estación del Ferrocarril de Fortalecillas. Ubicada en el corregimiento homónimo, el cual era paso obligado para dirigirse a Neiva por medio del ferrocarril.
- Colegio Nacional Santa Librada: Fundado en 1845, es el más antiguo del departamento y uno de los más antiguos del país y actualmente se encuentra en funcionamiento, es considerado patrimonio histórico y cultural del departamento del Huila.
- Hacienda Matamundo:  En la Guerra de los Mil Días, sirvió de refugio para los patriotas. Fue la sede de la Clínica Santa Isabel. En sus instalaciones se imprimió la primera edición del Diario del Huila. Ahora funciona como hostería y su interior es un reflejo del pasado.
- Conjunto Arquitectónico Batallón Tenerife: Unidad operativa menor, con sede en la ciudad de Neiva, departamento del Huila, adscrita a la Quinta División del Ejército.
- Teatro Cincuentenario: Conocido inicialmente como Teatro Olaya cambió su nombre al de Cincuentenario el año de 1955 en homenaje a la celebración del los cincuenta años del departamento del Huila como unidad administrativa independiente. Desde sus inicios jugó un papel muy importante en la actividad social y recreativa de la ciudad capital, ya que sus características formales y técnicas con las que contaba, le confirieron desde un principio una alta categoría que mantuvo hasta finales del siglo XX, cuando el cine comenzó a dejar de ser la imagen ideal de muchos neivanos que se disputaban las localidades altas en las funciones de social y vespertina.

### Alrededores

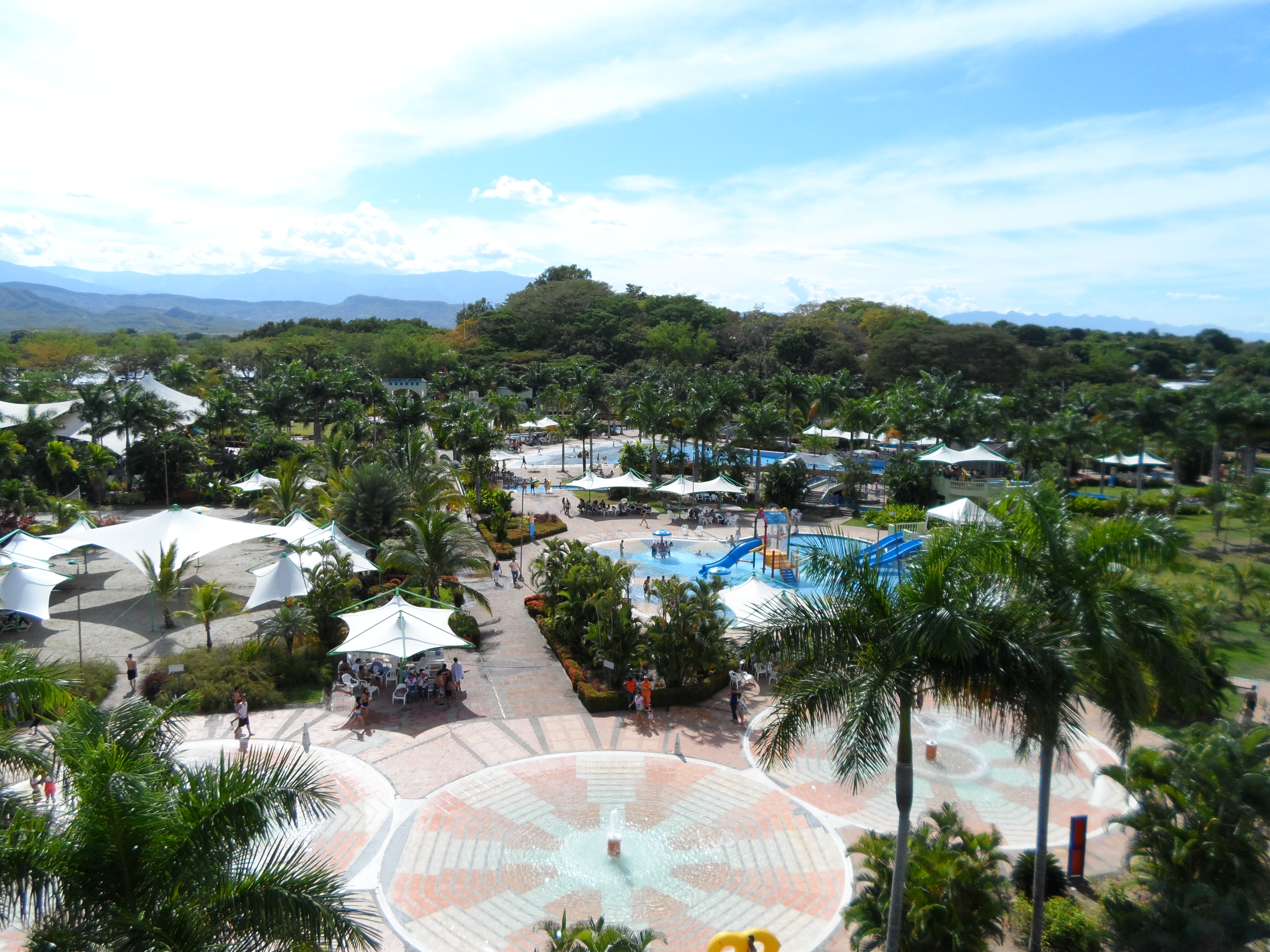
Panorámica de Parque Playa Juncal

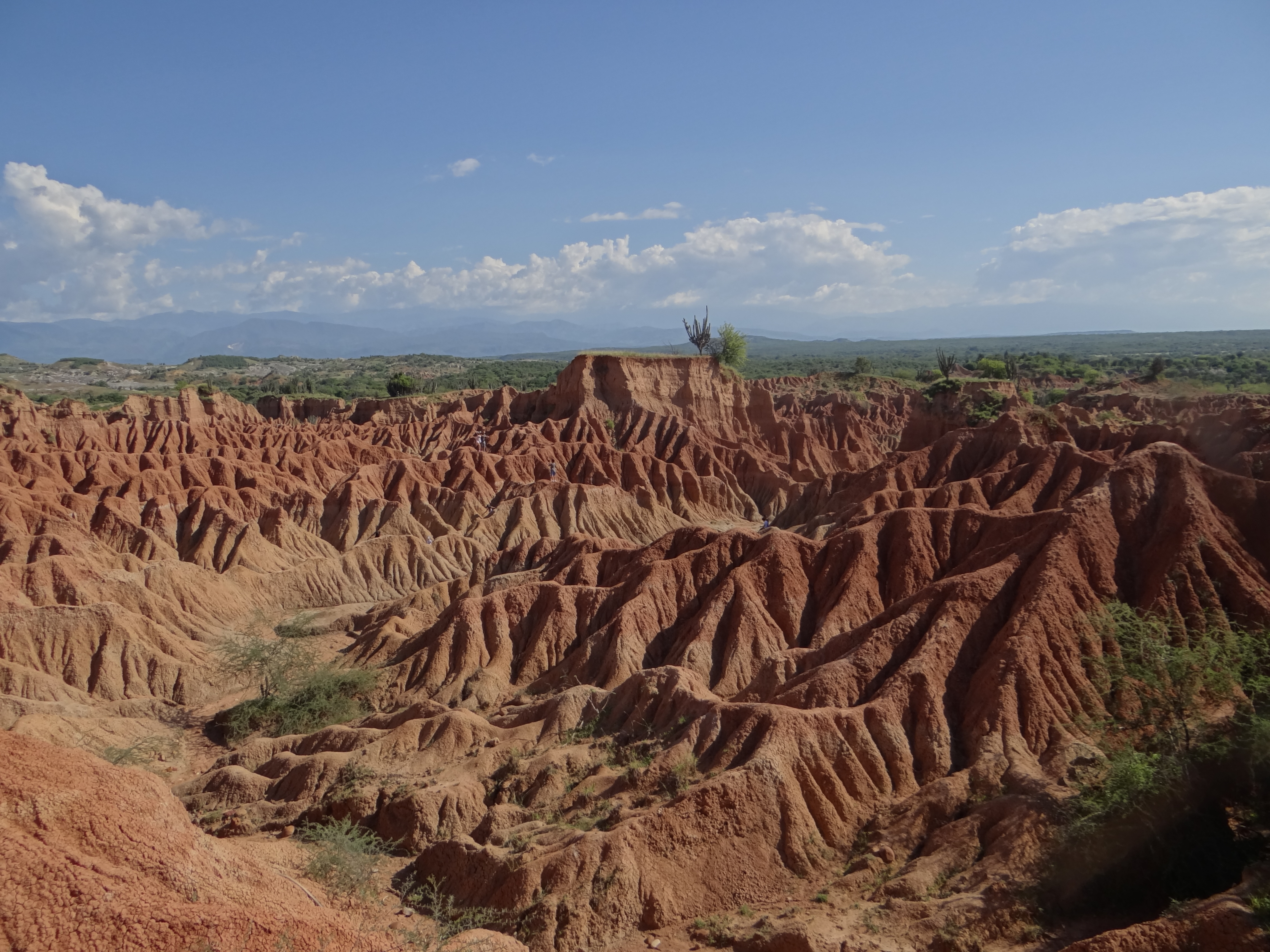
Desierto de la Tatacoa

- Parque Extremo: Ubicado en el kilómetro 1 vía a Palermo, conjuga arquitectura y el más espectacular jardín del sur colombiano con múltiples atracciones que invitan tanto al esparcimiento como a la aventura.
- Parque Espiritual La Sangre de Cristo: Ubicado en el kilómetro 13 vía al Juncal, es un parque temático donde la recreación, la educación ambiental y el aprovechamiento de los recursos dentro de los lineamientos de la sostenibilidad, brindando un lugar agradable con espacios amplios y organizados donde el visitante encontrará variadas opciones de esparcimiento. En este espacio se encuentra el Cristo más grande del mundo.[37]
- Desierto de La Tatacoa: Maravillosa zona desértica de yacimientos fosilíferos y ecosistemas propicios para el estudio y la investigación paleontológica y astronómica, extenso territorio de exuberante belleza natural. El Cardón, el Cuzco, Los Hoyos y las ventas, son algunas de las zonas más visitadas del desierto. Se encuentra a solo 38 kilómetros de Neiva.

## Urbanismo

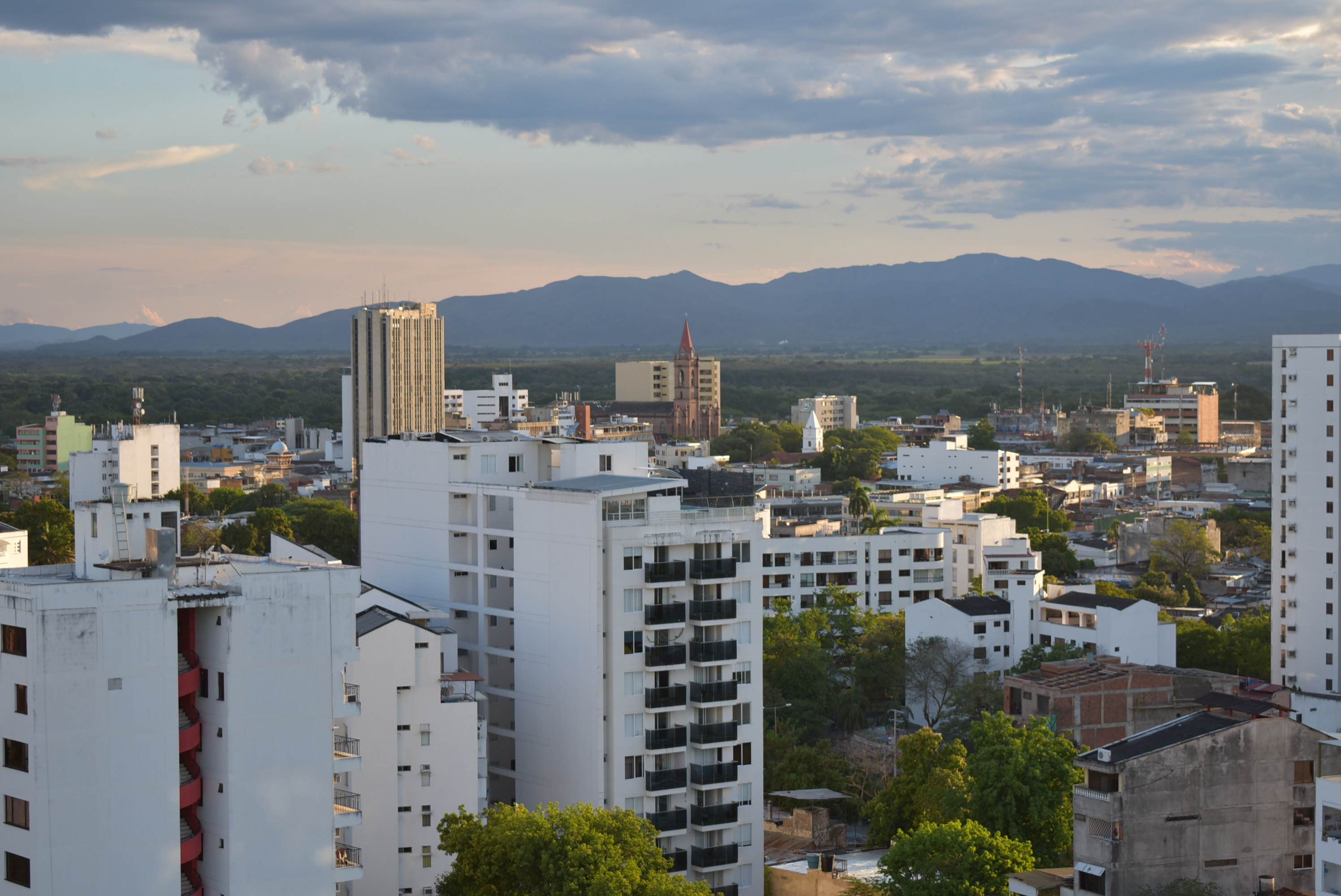
Vista de edificios Centro de la Ciudad

### Fundación
Desde su fundación en 1612, la ciudad adoptó la técnica española, formando núcleos alrededor de una plaza central que agrupaba las principales edificaciones religiosas, civiles y educativas. Luego, con la demarcación de retícula o esquema de cuadriláteros, basado en el sistema rígido ordenado por Carlos V para el trazado de las ciudades en las colonias españolas, se agruparon las viviendas distribuidas en seis barrios: El Centro, San Pedro, Los Mártires, Cantarranas, Quebraditas y la Toma; su urbanismo se limita a calles adoquinadas bordeadas de casa chatas de gruesos muros de tierra pisada que resistían los terremotos y otros fenómenos físicos, de amplios aleros, ventanas generalmente estrechas, techos de alta inclinación en paja y teja de barro y grandes puertas de pesados bastidores.

### SigloXVIII-XIX
La ciudad de Neiva tenía 6 hectáreas, aproximadamente, en ellas se erigía la plaza central y sus alrededores. Solo a finales del siglo XVIII, la población se extendió hacia la margen del río Magdalena y hacia el Noroeste. Construcciones de bahareque y palmicha se observan en los barrios San Pedro, Los Mártires y Cantarranas con las plazuelas que conservan los nombres de esos sectores. Entonces, la ciudad alcanzaba 33 hectáreas.

### SigloXX
- La ciudad tiene una extensión de 85 hectáreas, desarrolladas hacia el norte, el sur y el occidente. La ciudad llega hasta la margen del río Magdalena y al oriente, donde se formó el barrio Chapinero. En esta época ya había cuatro plazuelas y la Plaza Mayor (Parque Santander).
- Se construye el puente sobre el río Las Ceibas y el Camellón de la carrera quinta, vía que integra a la ciudad con el sur y el norte del departamento.
- En 1912, La ciudad tiene 300 años y 122 ha, alcanza la ribera del Magdalena. Este obstáculo natural hace que la ciudad crezca hacia el oriente, en sentido noreste. En este período se construyen los puentes de Avichente sobre la quebrada La Toma en 1933 y el Santander sobre el río Magdalena a la salida a Palermo y el norte en 1940.
- Durante 1947 y 1967, la tendencia de crecimiento urbano supera los límites naturales, se va hacia el norte y el oriente, pasa de 392 ha a 900 ha, es decir 25.4 por año. En esta época la ciudad tenía 87.000 habitantes distribuidos en 44 barrios.
- La migración del campo a la ciudad y otras áreas del departamento provocan un vertiginoso proceso de urbanización. En 1965, los municipios –en su mayoría– se convierten en expulsores de población. En noviembre de 1985, la ciudad cuenta con un área ocupada, zonificada y con destinación específica de 2.267,19 hectáreas, 33.775 viviendas y una población de 189.857 habitantes. En la última década, el área urbanizada es de 2.410,9 hectáreas y 215.754 habitantes urbanos.
- Concluye 1997 y el área urbanizada es de 4.424,6 hectáreas y una población de 305.044 habitantes, distribuidos en 272 barrios.[39]

### Crecimiento
La malla vial urbana se extiende por 1.100 km de los cuales el 59% se encuentra en buenas condiciones técnicas, facilitando la movilidad del transporte público y privado. El tránsito vehicular en la ciudad fluye a través de una red de troncales y arterias de 70 km de extensión, 64 de los cuales son utilizados por las rutas de transporte público; por su posición geográfica privilegiada, Neiva está llamada a ser la estrella vial y comercial del sur colombiano. En ello trabajan, gobierno, gremios, empresas y una grama creciente de profesionales jóvenes. La capital huilense presenta una interesante oferta de bienes y servicios hacia el sur del Tolima, Caquetá, Putumayo y algunos sectores del Cauca.
En el presente siglo, a partir de la década de los años treinta, la urbe inició un acelerado proceso de crecimiento, fenómeno común a todas las ciudades del país donde el proceso económico, el aumento de la población, una mayor cultura, etc, produjeron un cambio en los modelos pues la disposición rígida de cuadrícula, aplicada sin discriminación a terrenos de todas las condiciones topográficas, ambientales y técnicas, cedió al urbanismo que se adaptaba a la topografía, construyendo vías que unen asentamientos urbanos importantes, cuyos cruces se valoran por glorietas, monumentos, infraestructura educativa y de salud, edificios residenciales y nuevas zonas comerciales.

### Parques, paseos y pasajes
- Parque Santander: Uno de los principales puntos de referencia de la capital huilense alrededor del cual se apostan algunos de los recintos más representativos como el templo colonial, la catedral Inmaculada Concepción. Así mismo, en el parque hay una estatua de Francisco de Paula Santander, prócer de la Independencia y primer presidente constitucional de la República y se ubican el edificio de la Gobernación del Huila, Asamblea Departamental y diversos establecimientos comerciales y hoteleros.

- Malecón del Río Magdalena: Es un sitio acogedor en el que se puede disfrutar de una caminata ecológica, paseos a caballo, recorridos en lancha, o simplemente saborear un delicioso plato típico a orillas del Río. debido a su especial ubicación. Es un lugar en el que se puede hacer fácilmente avistamientos de aves, allí encontramos variedad de especies como por ejemplo: Garzas, carpinteros, azulejos, copetones, cucaracheros, colibríes, entre muchos otros. También hay variedad de locales de artesanías de todo tipo, donde se puede adquirir sombreros, hamacas, sillas, vestidos tejidos, cuadros, utensilios en madera y otras artesanías a precios muy cómodos. Uno de los sitios más visitados es el Mirador, ubicado en una estructura muy particular que hace alusión al mitológico personaje del Río Magdalena, El Mohán. Desde este Mirador se puede divisar la belleza del Río y parte de la ciudad.

- Paseo Peatonal Carrera Quinta: Es un paso peatonal adoquinado, arborizado con rutas de ciclovías que posee una zona de compras, tiendas de artículos varios de marcas nacionales y extranjeras y una variada oferta gastronómica. Además, ofrece al visitante vida nocturna con muchas opciones de ocio y entretenimiento. Se inicia desde el Parque Santander en la Carrera 5 entre Calle 8 y Puente Río Las Ceibas, con una variante hacia el Malecón a orillas del Río Magdalena por el Camellón de la 14.
- Pasaje Camacho: Construido con un diseño vanguardista, se encuentra ubicado en el centro de la ciudad de Neiva, y comunica el parque Santander con la plaza cívica los Libertadores. Actualmente se constituye como un bulevar de compras, zona de restaurantes y bebidas.
- Eje Avenida La Toma: Es una zona exclusiva de la ciudad que está integrada por edificios de apartamentos caracterizados por una arquitectura moderna y de vanguardia, en su recorrido existe un pasaje adoquinado que está rodeado por una frondosa arborización que proporciona al peatón un ambiente de bienestar y tranquilidad. Allí se pueden encontrar establecimientos gastronómicos y bares. Durante el recorrido de la ruta se une al oriente con el occidente de la ciudad; articulando el Malecón del Río Magdalena con el Pasaje Peatonal de la carrera quinta.

- Camellón de la 14: Espacio peatonal de la calle 14, en la zona también se encuentran bares y restaurantes que añaden a Neiva un ambiente cosmopolita y de ocio.

- Parques y plazas: Existen una gran variedad de parques que se complementan con el entorno urbano entre estos se encuentran:
  - Parque Ronda río Las Ceibas
  - Parque Lessburg - Amor y la amistad
  - Parque Andino - Estación del Ferrocarril
  - Parque Caracolí.
  - Parque de Los Periodistas.
  - Plaza Cívica Los Libertadores
  - Parque biblioteca Peñón Redondo
  - Parque biblioteca Alberto Galindo
  - Parque biblioteca Metropolitano
  - Parque biblioteca Mirador del Sur

### Monumentos

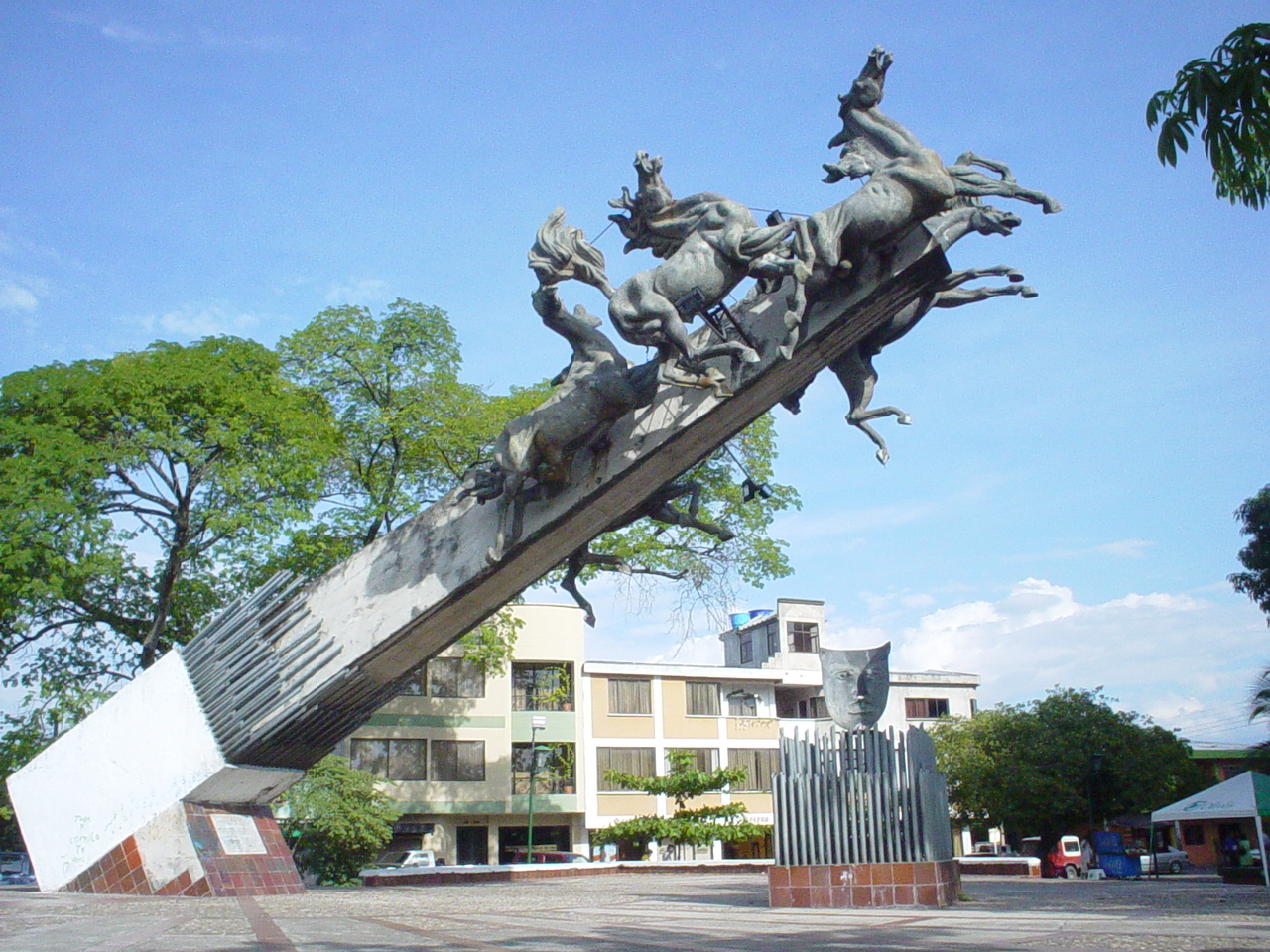
Monumento Los Potros

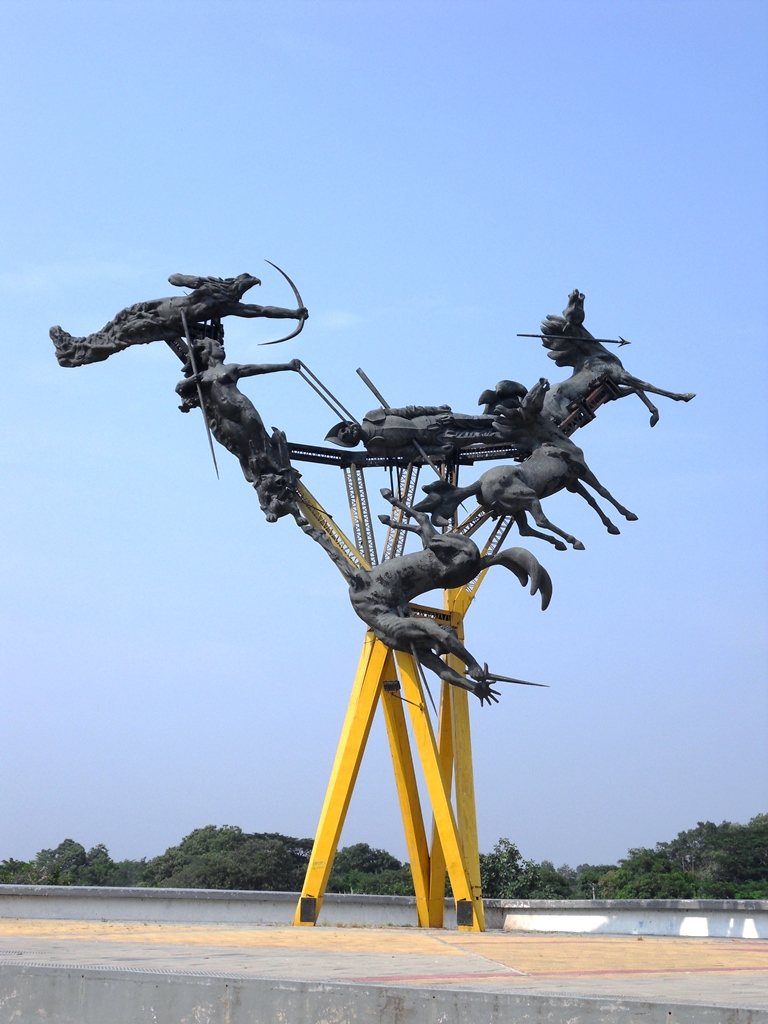
Monumento La Gaitana

Neiva tiene diferentes monumentos y bustos de políticos de la región distribuidos a lo largo de la ciudad, entre los más relevantes se encuentran:
| Comuna               | Monumento                          | Ubicación                                  |
| Comuna Noroccidental | Los Guaduales                      | Separador Universidad Surcolombiana        |
| Comuna Nororiental   | La Lavandera                       | Separador Avenida 26 con Calle 27          |
| Comuna Nororiental   | Cruz Roja                          | Glorieta Avenida Pastrana - Carrera Quinta |
| Comuna Nororiental   | Me Llevaras en tí                  | Carrera Séptima con Avenida 26             |
| Comuna Nororiental   | Homenaje al Constructor Trabajador | Calle 27 Barrio Cambulos                   |
| Comuna Nororiental   | Llamarada                          | Avenida Calle 16 con Avenida 26            |
| Comuna Nororiental   | Relieve a la Familia               | Club Comfamiliar Cámbulos                  |
| Comuna Entre Ríos    | Bambuquera                         | Centro de Convenciones José Eustacio R.    |
| Comuna Entre Ríos    | Los Amantes                        | Paseo José Eustacio Rivera Carrera Quinta  |
| Comuna Entre Ríos    | Niña tomando vuelo                 | Paseo José Eustacio Rivera Carrera Quinta  |
| Comuna Entre Ríos    | Intihuatana                        | Avenida Tenerife con Carrera Quinta        |
| Comuna Entre Ríos    | Mural La Amistad                   | Parque Leesburg                            |
| Comuna Entre Ríos    | El Caracolí                        | Muelle Puerto Caracolí con Calle 21        |
| Comuna Entre Ríos    | Pentagrama Musical                 | Parque Caracolí                            |
| Comuna Central       | La Gaitana                         | Malecón Río Magdalena                      |
| Comuna Central       | El Mohán                           | Avenida Circunvalar con calle 10           |
| Comuna Central       | Luna Roja                          | Glorieta Plaza de San Pedro                |
| Comuna Central       | Los Potros                         | Carrera 2- Av la Toma                      |
| Comuna Central       | El Pescador                        | Plazoleta Malecón - Zona Pescadores        |
| Comuna Central       | El Barcino                         | Plaza Cívica los Libertadores              |
| Comuna Central       | Neiva 400 Años                     | Plaza Cívica los Libertadores              |
| Comuna Central       | Obelisco Martires                  | Parque Santander                           |
| Comuna Central       | Vendedor Informal                  | Centro Comercial Comuneros                 |
| Comuna Oriental      | Caballo Colombiano                 | Costado Sur Estadio Guillermo Plazas       |
| Comuna Oriental      | Gaitana                            | Villa Olímpica - Coliseo Alvaro Sanchez    |
| Comuna Oriental      | Monumento a la Artilleria          | Batallón Tenerife                          |
| Comuna Oriental      | Obelisco Villa Cafe                | Parque Principal del barrio Villa Café     |
| Comuna Oriental      | Mitos y Leyendas del Huila         | Separadores Carrera 16 - Parque Andino     |
| Comuna Oriental      | Ferrocarril                        | Parque Andino                              |
| Comuna Sur           | Madre Tierra                       | Glorieta Av Inés García de Duran           |
| Comuna Sur           | Al Sur                             | Glorieta Carrera 7 con Calle 2 Sur         |
| Comuna Sur           | Mujer Urbana – Hombre Campesino    | Surabastos                                 |
| Comuna Sur           | Oropel Las Tamboras                | Glorieta Carrera 5 con Carrera 30          |
| Comuna Sur           | Monumentos al Sanjuanero Huilense  | Avenida Inés García de Duran               |
| Comuna Sur           | Domo de los Antipodas              | Glorieta Terminal de Transporte            |
| Comuna Sur           | Las Tres Cruces                    | Parque Mirador del Sur                     |
| Comuna Sur           | Petrogriflos                       | Glorieta Centro Comercial Unicentro        |
| Comuna La Floresta   | Cristo Intercesor de Peñon Redondo | Barrio Peñón Redondo                       |

## Cultura
La ciudad desarrolla distintas actividades culturales, cuya muestra más representativa es el Festival del Bambuco en San Juan y San Pedro, considerada como una de las fiestas más importantes de Colombia, se celebra anualmente durante el mes de junio. En 2006, fue declarado «Patrimonio Cultural de la Nación» por el Congreso Nacional de Colombia.
El Sanjuanero Huilense, las rajaleñas, los bailes populares, las comparsas, los desfiles, la belleza de la mujer huilense y una multiplicidad de manifestaciones culturales son parte de los atractivos turísticos de Neiva.

### Música folclórica
El bambuco y la rajaleña se constituyen en símbolos y distintivos folclóricos de la ciudad, siendo el «Sanjuanero Huilense» la interpretación y danza típica más destacada durante las festividades sanpedrinas. Con el tiempo, los compositores le han ido agregando orquestaciones más amplias y complejas, permitiendo, en la actualidad, las interpretaciones de todo tipo de conformaciones instrumentales y vocales.

### Bibliotecas
- Biblioteca Departamental del Huila “Olegario Rivera”: Destinada a asesorar a la comunidad estudiantil y académica en labores de consulta e investigación. Su primer director fue el historiador “Jenaro Díaz Jordán”.
- Biblioteca Banco de la República: Un edificio moderno, pionero en Colombia por su diseño eco sostenible y accesible para personas con limitaciones físicas y visuales, cuenta con una amplia colección bibliográfica, salas de lectura general, para niños, para talleres y para trabajo en grupo, así como un espacio especial para la consulta de recursos electrónicos.
- Biblioteca “Rafael Cortés Murcia”: Es la biblioteca central de la Universidad Surcolombiana, cuenta más de 40.000 ejemplares, entre colecciones de referencia y reserva, Hemeroteca, Fondo Huila y colecciones de producción intelectual.[41]
- Biblioteca Pública Municipal Huellas: Es un centro de la información y el conocimiento sin ninguna distinción de clase donde sus funciones van encaminadas al libre acceso a la información al conocimiento a la creación, la cultura, la educación, alfabetización, esparcimiento y al fomento de la lectura, la escritura contribuyendo a la formación del entorno social y comprometido con el desarrollo de la región.[42]

### Museos
- Museo de Arte Moderno de Neiva: Realiza exposiciones de artes plásticas de artistas nacionales e internacionales.
- Museo de Arte Contemporáneo del Huila: Ubicado en el Centro de Convenciones José Eustasio Rivera ofrece a los visitantes exhibiciones constantemente de obras de artistas regionales, nacionales e internacionales.
- Museo Arqueológico Regional de Neiva: Alberga una colección conformada por estatuaria, cerámica, orfebrería, petroglifos y artefactos líticos y óseos encontrados en Neiva y sus alrededores, así como en San Agustín, Tesalia y La Argentina. Las más de 300 piezas precolombinas dan cuenta de toda la actividad y poblamiento que se dio en el territorio durante distintos periodos históricos.
- Museo de la Huilensidad «Jorge Villamil Cordovez»: Promueve y difunde la producción artística del Maestro Jorge Villamil Cordovez y de los demás compositores e intérpretes musicales y autores literarios cuya producción exalte los valores culturales, las costumbres y la raza de los habitantes del Huila.
- Museo Geológico Petrolero – Universidad Surcolombiana: posee colecciones de minerales, rocas y fósiles de la región para uso académico e investigativo
- Museo Prehistórico: posee una exposición de animales prehistóricos que muestran un testimonio de una época del pasado, elaborados en terracota

### Recintos culturales, educativos y de convenciones

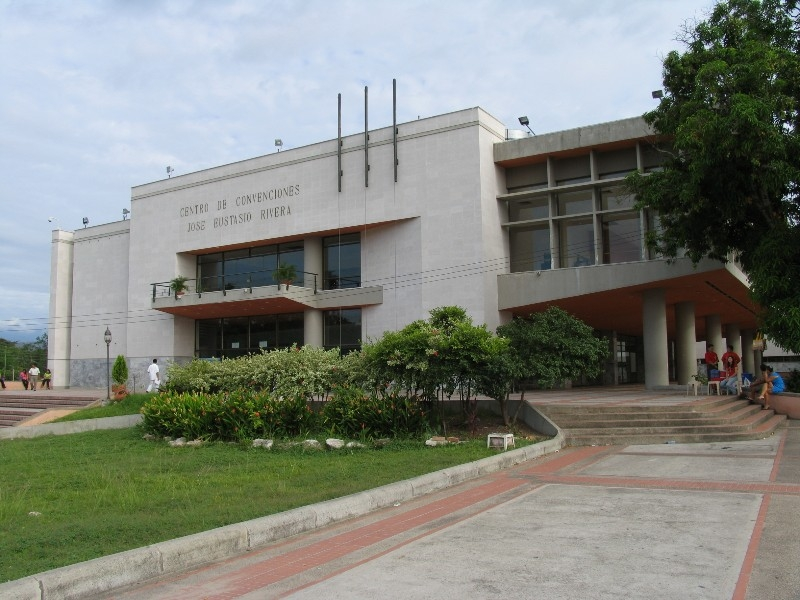
Bloque Principal del Centro de Convenciones José Eustacio Rivera

- Centro Cultural y de Convenciones José Eustasio Rivera: Cuenta con un área de salones para eventos de 1.757 m², y un área de lobbys de 640 m². Dispone de tecnología, comunicaciones y ayudas audiovisuales de última generación. Está dotado con sala VIP, sala de prensa, áreas de descanso, parqueaderos, registro y circulación, integradas a 792 m² de plazoleta, áreas verdes y espacio público. Tiene una capacidad para albergar desde 60 hasta 2000 personas, y su diseño permite adecuarse para congresos, conferencias, reuniones sociales, desfiles, exposiciones, etc.[43]
- Teatro Pigoanza: propiedad del gobierno departamental. Durante años fue la mejor sala de cine y teatro de la ciudad. Hoy sigue siendo escenario de importantes actividades culturales, la temporada de ópera y muchas más presentaciones tienen lugar en este representativo lugar.
- Recinto Ferial "La Vorágine": Cuenta con un área construida de 8.317 m². Dispone de dos pabellones de exposiciones, área administrativa, salones, zonas de carga y descarga, locales y plazoleta de comidas.
- Parque de la Música Jorge Villamil Cordovez: Cuenta con 5.018 m² de área construida. Es un escenario de índole cultural, punto de encuentro durante el Festival del Bambuco.Tiene una capacidad para 5.500 asistentes, de los cuales 2600 son localidades en graderías y el otro tanto en la platea. Tarima principal, plazoletas de evento, salón de exposiciones, Biblioteca Huellas, oficinas, locales, camerinos entre otros.

### Eventos
- Festival del Bambuco en San Juan y San Pedro: se realiza durante las celebraciones de las fiestas de San Pedro y San Pablo, durante el mes de junio, son de diez a quince días de fiestas. Durante este festival se realizan desfiles, comparsas y muestras que engalanan las festividades. Es considerado por la Red Nacional de Festivales Folclóricos de Colombia cono uno de los mejores organizados, al que solamente pueden asistir grupos de reconocida trayectoria artística. En este evento se elige la Reina Nacional del Bambuco, encargada de promover la cultura huilense.
- Yuma Festival del Río Magdalena: Evento de tipo ambiental, donde se practican deportes extremos, teatro, danzas, música folclórica, fiesta mitológica. Además se elige a la Sirena del Río, como eje principal del evento.
- Encuentro Internacional de Zanqueros “Cultura con Altura”: organizada por la Asociación Athenea, se realiza anualmente con la participación de invitados de varios países y de escuelas de formación artística del departamento.[44]
- Festival de Cine de Neiva CINEXCUSA: festival de cine temático. Sus temas centrales abordan el conflicto armado y la coyuntura social desde un enfoque alternativo que combina el cine, la literatura y el periodismo. Los invitados de carácter nacional e internacional son cineastas, escritores, periodistas y académicos que debaten entre sí, hablan de sus experiencias.[45]
- Bienal Nacional e Internacional de Novela José Eustasio Rivera: la Fundación para la Enseñanza y Promoción de los Oficios y las Artes, Tierra de Promisión, con el apoyo de la alcaldía municipal de Neiva, se han integrado para exaltar la memoria del novelista y poeta huilense José Eustasio Rivera, para lo cual convocan a todos los escritores de lengua castellana, a presentar sus trabajos inéditos.[46]
- ExpoHuila: Evento anual, en el que se desarrollan jornadas académicas, empresariales, ruedas de negocio, conversatorios, desfiles y muestras comerciales para promocionar los sectores productivos del departamento y las apuestas productivas contempladas de la agenda de productividad y competitividad.

## Deportes
La actividad deportiva es promovida por la alcaldía de Neiva y las diferentes ligas deportivas que tienen sede en la ciudad. Desde principios del siglo XX, en la ciudad se han practicado principalmente el fútbol y el baloncesto. En los últimos años, debido a la realización de distintos eventos deportivos, se vienen practicando varias disciplinas como las actividades subacuáticas, el levantamiento de pesas, el ajedrez, la lucha, el patinaje, la natación competitiva, el canotaje, el microfútbol, el taekwondo, el bicicrós entre otros.
Neiva ha sido la sede principal de muchos eventos deportivos de gran importancia nacional e internacional. Algunos de ellos son:
- XI Juegos Deportivos Nacionales de 1980.
- X Campeonato Mundial Juvenil de Natación con Aletas en 2008.
- Torneo Sudamericano de Baloncesto FIBA Américas en 2010.
- Copa Sudamericana (subsede).en 2010.
- Torneo Preolímpico de Baloncesto femenino FIBA Américas en 2011
- Clásico RCN: Etapa Prólogo y 1.ª Etapa en 2011
- Liga de las Américas 2014 (subsede).

### Escenarios
La ciudad cuenta con 234 zonas recreativas de uso público y recreativo, entre polideportivos, canchas de arena, parques, terrenos baldíos entre otros. Además cuenta con una villa olímpica, construida para los XII Juegos Nacionales. Los principales escenarios deportivos de Neiva son:

#### Villa Olímpica La Libertad
- Centro de Rendimiento Deportivo del Huila – La Felicidad
- Estadio «Guillermo Plazas Alcid»
- Coliseo Álvaro Sánchez Silva
- Piscinas Olímpicas.
- Canchas de Tenis
- Pista de entrenamiento Patinaje.
- Cancha Campo Marte.

#### Otros escenarios
- Estadio de Baloncesto «Roberto Urdaneta Arbelaéz»
- Coliseo Menor de Voleibol de Neiva.
- Patinódromo Municipal de Neiva.
- Cancha Sintética Cándido.

### Equipos
| Equipo                  | Liga                                       | Deporte     | Sede                           | Fundado | Palmarés                                | Palmarés                        |
| Equipo                  | Liga                                       | Deporte     | Sede                           | Fundado | Nacional                                | Internacional                   |
| ----------------------- | ------------------------------------------ | ----------- | ------------------------------ | ------- | --------------------------------------- | ------------------------------- |
| Atlético Huila          | Categoría Primera A del FPC                | Fútbol      | Estadio Guillermo Plazas Alcid | 1990    | Subcampeón (2007-I, 2009-II)            |                                 |
| Atlético Huila          | Categoría Primera B del FPC                | Fútbol      | Estadio Guillermo Plazas Alcid | 1990    | Campeón (1992, 1997, 2020)              |                                 |
| Atlético Huila Femenino | Liga Profesional Femenina                  | Fútbol      | Estadio Guillermo Plazas Alcid | 2016    | Campeón (2018) Subcampeón (2017)        | Copa Libertadores Femenina 2018 |
| Utrahuilca Huila futsal | Liga Colombiana de Fútbol Sala             | Fútbol sala | Coliseo Álvaro Sánchez Silva   | 2011    | Campeón (2012-II)                       |                                 |
| Real Opita FSC          | Torneo Profesional de Microfutbol          | Microfutbol | Coliseo Álvaro Sánchez Silva   | 2009    | 0                                       |                                 |
| Bambuqueros de Neiva    | Liga Directv de Baloncesto                 | Baloncesto  | Coliseo Álvaro Sánchez Silva   | 1993    | Campeón (2013-I) Tercer Lugar (2013-II) |                                 |
| Real Opita FSC Femenino | Torneo Profesional Femenino de Microfutbol | Microfutbol | Coliseo Álvaro Sánchez Silva   | 2016    | 0                                       |                                 |
| Lifutsalon Huila        | Copa Profesional de Microfútbol            | Microfutbol | Coliseo Álvaro Sánchez Silva   | 2019    | 0                                       |                                 |

El equipo de fútbol profesional es el Atlético Huila, fundado en 1990; al año siguiente debutó en la primera B, y en 1992 logró el título que lo llevó a la primera A; descendió en el año 1996, pero regresó a la primera categoría en para la temporada 1998. Logró el subcampeonato perdiendo contra Atlético Nacional en el primer semestre de 2007, y luego otra vez perdiendo en el segundo semestre de 2009 el título con el otro equipo de Medellín, el Deportivo Independiente Medellín. Para la temporada 2010 jugó por primera vez un torneo internacional, la Copa Sudamericana.
El equipo de Baloncesto profesional es Bambuqueros de Neiva, fundado en el año 2012; en el año 2013 ha sido gran figura de la Liga Profesional DirecTV. Fue el equipo más efectivo de la primera fase de la Liga DirecTV. El quinteto opita terminó como líder de la competencia, después de ser el único que llegó a 48 puntos y obtuvo un récord de 20 victorias sobre 8 derrotas. En total la escuadra dirigida por Tomás Díaz logró 2537 unidades, en 28 partidos.

## Medios de comunicación

### Televisión
El departamento cuenta con transmisión de televisión estándar digital por medio de la norma DVB-T2. Actualmente, 30 de los 37 municipios del Huila cuentan con este servicio de señal abierta de televisión terrestre, para los canales nacionales: Caracol (Caracol HD, Caracol HD2, La Kalle HD, Caracol Móvil) RCN (RCN HD, RCN HD2, NTN24, RCN Móvil) Señal Colombia HD, Canal Institucional HD, Canal 1 HD, Canal Trece HD y Canal Trece+. Además existen dos canales regionales de empresas de suscripción por cable: Canal 2 Alfasurfnet y Ntv (La Nación TV) que emiten contenidos que son principalmente de tipo noticioso, magazines y de variedades.

## Ciudades hermanas de Neiva
- Neiba,[47] Bahoruco, República Dominicana
- Xi'an,[48] Shaanxi, República Popular China